# Liste des UNESCO-Welterbes in Asien
Auf dieser Seite sind nach Staaten geordnet die UNESCO-Welterbestätten in dem Kontinent Asien aufgelistet. Ausführlichere Darstellungen mit Kurzbeschreibung und Bildern der Welterbestätten finden sich in den verlinkten Übersichtsartikeln zum Welterbe der einzelnen Staaten.
- Die Zahl am Anfang jeder Zeile bezeichnet das Aufnahmejahr der Stätte in die Welterbeliste.
- Stätten des Weltkulturerbes sind mit „K“ markiert, Stätten des Weltnaturerbes mit „N“, gemischte Stätten mit „K/N“.
- Welterbestätten, die die UNESCO als besonders gefährdet eingestuft und auf der Liste des gefährdeten Welterbes („Rote Liste“) eingetragen hat, sind zusätzlich mit einem „G“ gekennzeichnet.

## Ägypten
- 2002 – Gebiet des Katharinenklosters (K)

Weitere Welterbestätten Ägyptens befinden sich in Afrika.

## Afghanistan
- 2002 – Minarett und archäologische Funde von Dschām (K, G)
- 2003 – Kulturlandschaft und archäologische Stätten des Bamiyan-Tals mit den Buddha-Statuen von Bamiyan (K, G)

## Armenien
- 1996 – Klöster Haghpat und Sanahin (K)
- 2000 – Kathedrale und Kirchen von Etschmiadsin und archäologische Stätte von Swartnoz (K)
- 2000 – Kloster von Geghard im Oberen Azat-Tal (K)

## Aserbaidschan
- 2000 – Innenstadt von Baku mit dem Palast der Schirwanschahs und Jungfrauenturm (K)
- 2007 – Felsbilder und Kulturlandschaft von Gobustan (K)
- 2019 – Altstadt von Şəki mit Khanspalast (K)
- 2023 – Hyrkanische Wälder (N, grenzüberschreitend mit Iran)
- 2023 – Kulturlandschaft des Khinalig-Volkes und „Köç Yolu“-Transhumanzroute (K)

## Bahrain
- 2005 – Archäologische Ausgrabungsstätte von Qalʿat al-Bahrain (K)
- 2012 – Perlenfischerei als Zeugnis einer Inselökonomie (K)
- 2019 – Grabhügel von Dilmun (K)

## Bangladesch
- 1985 – Historische Moscheenstadt Bagerhat (K)
- 1985 – Ruinen des buddhistischen Klosters von Paharpur (K)
- 1997 – Mangrovenwälder der Sundarbans (N)

## China
- 1987 – Chinesische Mauer (K)
- 1987 – Bergregion Tai Shan (K/N)

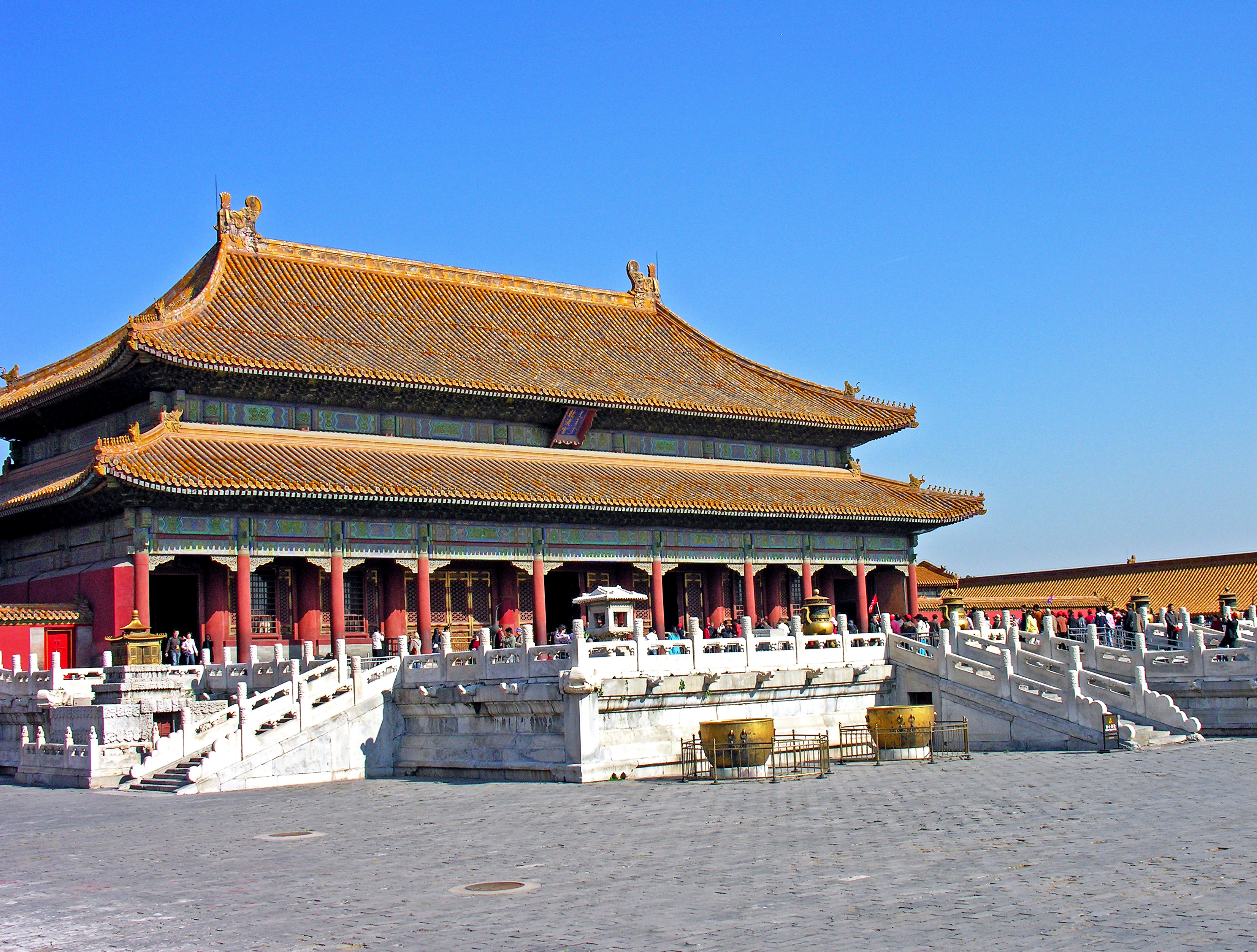
Verbotene Stadt in Beijing

- 1987 – Kaiserpaläste der Ming- und der Qing-Dynastien in Beijing (Verbotene Stadt) und Shenyang (K)
- 1987 – Mogao-Grotten (K)
- 1987 – Grabmal des ersten Kaisers von China Qin Shihuangdi (K)
- 1987 – Fundstätte des Peking-Menschen in Zhoukoudian (K)
- 1990 – Gebirgslandschaft Huang Shan (K/N)
- 1992 – Landschaftspark Jiuzhaigou-Tal (N)
- 1992 – Kalksinterterrassenlandschaft Huanglong (N)
- 1992 – Landschaftspark Wulingyuan (N)
- 1994 – Sommerresidenz und Tempel bei Chengde (K)
- 1994 – Konfuziustempel, Friedhof und Residenz der Familie Kong in Qufu (K)
- 1994 – Daoistische Heiligtümer in den Bergen von Wudang Shan (K)
- 1994 – Potala-Palast, Jokhang-Tempel und Norbulingka-Palast in Lhasa (K)
- 1996 – Nationalpark Lu Shan (K)
- 1996 – Berglandschaft Emei Shan und „Großer Buddha von Leshan“ (K/N)
- 1997 – Altstadt von Lijiang (K)
- 1997 – Altstadt von Pingyao (K)
- 1997 – Klassische Gärten von Suzhou (K)
- 1998 – Kaiserlicher Garten (Sommerpalast Yíhéyuán) bei Peking (K)
- 1998 – Himmelstempel mit kaiserlichem Opferaltar in Peking (K)
- 1999 – Felsbilder von Dazu (K)
- 1999 – Wuyi-Gebirge (K/N)
- 2000 – Dörfer Xidi und Hongcun (K)
- 2000 – Kaiserliche Grabstätten der Ming- und der Qing-Dynastien (K)
- 2000 – Longmen-Grotten (K)
- 2000 – Qingcheng-Gebirge und Bewässerungssystem von Dujiangyan (K)
- 2001 – Yungang-Grotten („Wolkengrat-Grotten“) (K)
- 2003 – Schutzzonen im Gebiet der drei Parallelflüsse Yunnans (N)
- 2004 – Hauptstädte und Grabmäler des antiken Königreichs Koguryo (K)
- 2005 – Historisches Zentrum von Macau (Aomen) (K)
- 2006 – Reservate der Großen Pandas in Sichuan (z. B. Wolong-Naturreservat) (N)
- 2006 – Yinxu (bei Anyang) (K)
- 2007 – Diaolou-Türme und Dörfer in Kaiping (K)

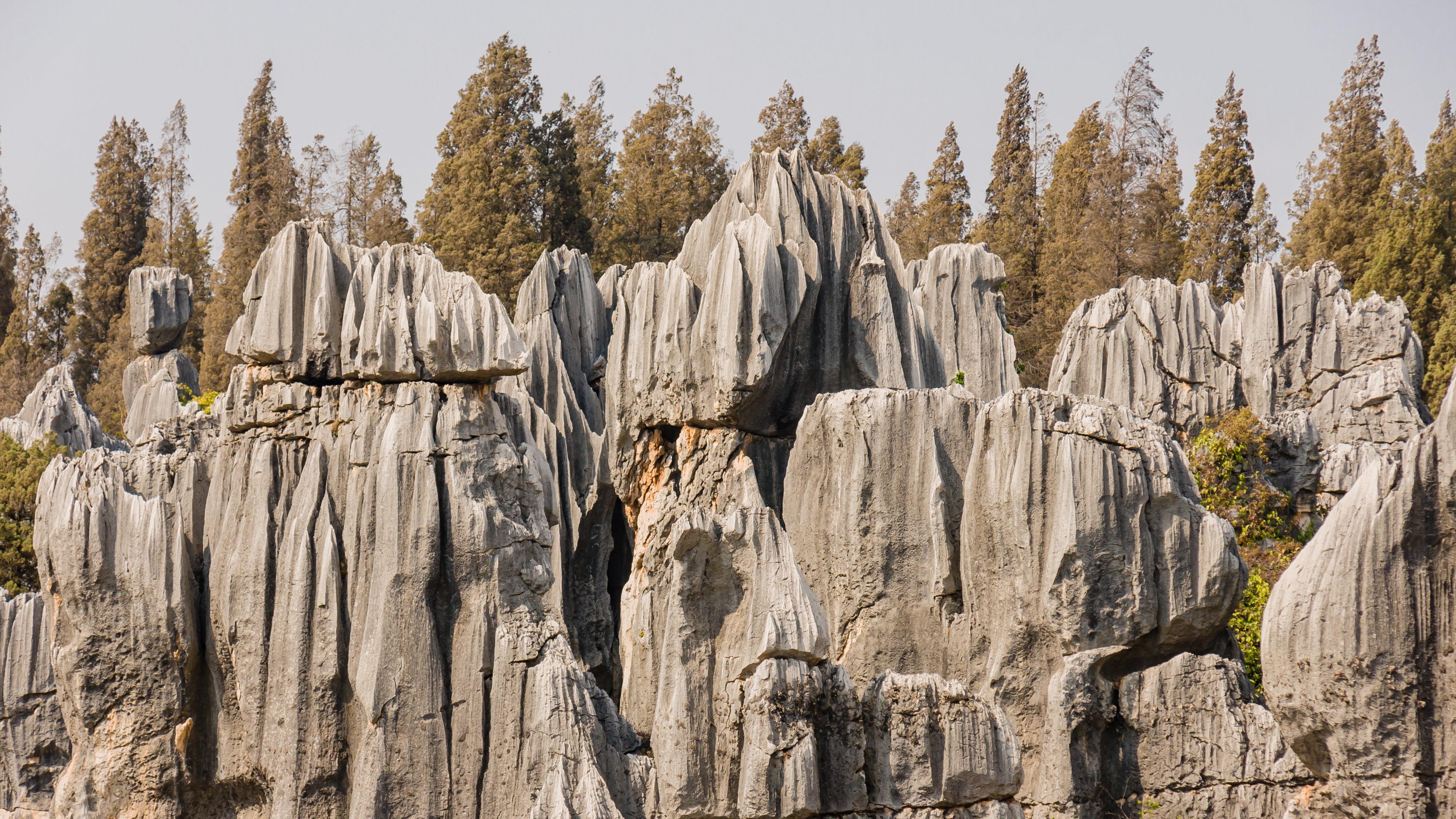
Steinwald Shilin

- 2007 – Karstlandschaften in Südchina (Steinwald Shilin, Libo in Guizhou und Wulong in Chongqing) (N)
- 2008 – Tulou-Lehmrundbauten in der Provinz Fujian (K)
- 2008 – Nationalpark Sanqing Shan (N)
- 2009 – Wutai Shan, einer der vier heiligen Berge des Buddhismus (K)
- 2010 – Historische Denkmäler von Dengfeng (K)
- 2010 – Danxia Shan bei Shaoguan (N)
- 2011 – Landschaft am Westsee bei Hangzhou (K)
- 2012 – Fundstätte von Xanadu (K)
- 2012 – Fossilienfundstätte von Chengjiang (N)
- 2013 – Tian-Shan-Gebirge in Xinjiang (N)
- 2013 – Reisterrassen der Hani am Roten Fluss im Autonomen Bezirk Honghe der Hani und Yi in der Provinz Yunnan (K)
- 2014 – Routen der Seidenstraße zwischen Chang’an und dem Tianshan-Korridor (K, transnational mit Kasachstan und Kirgisistan)
- 2014 – Kaiserkanal (K)
- 2015 – Tusi-Stätten (K)
- 2016 – Felsmalereien der Kulturlandschaft am Hua Shan und am Fluss Zuo Jiang (K)
- 2016 – Shennongjia–Waldgebiet (N)
- 2017 – Qinghai Hoh Xil (N)
- 2017 – Kulangsu: eine historische internationale Siedlung (K)
- 2019 – Archäologische Ruinen der Stadt Liangzhu (K)
- 2019 – Zugvogelschutzgebiete entlang der Küste des Gelben Meeres – Golf von Bohai (Phase I) (N)
- 2021 – Quanzhou: Markt- und Handelsplatz der Song-Yuan-Dynastie (K)

## Georgien
- 1994 – Kloster Gelati (2017 reduziert) (K)
- 1994 – Historische Denkmäler von Mzcheta (K)
- 1996 – Oberswanetien (K)
- 2021 – Kolchische Regenwälder und Feuchtgebiete (N)

## Indien

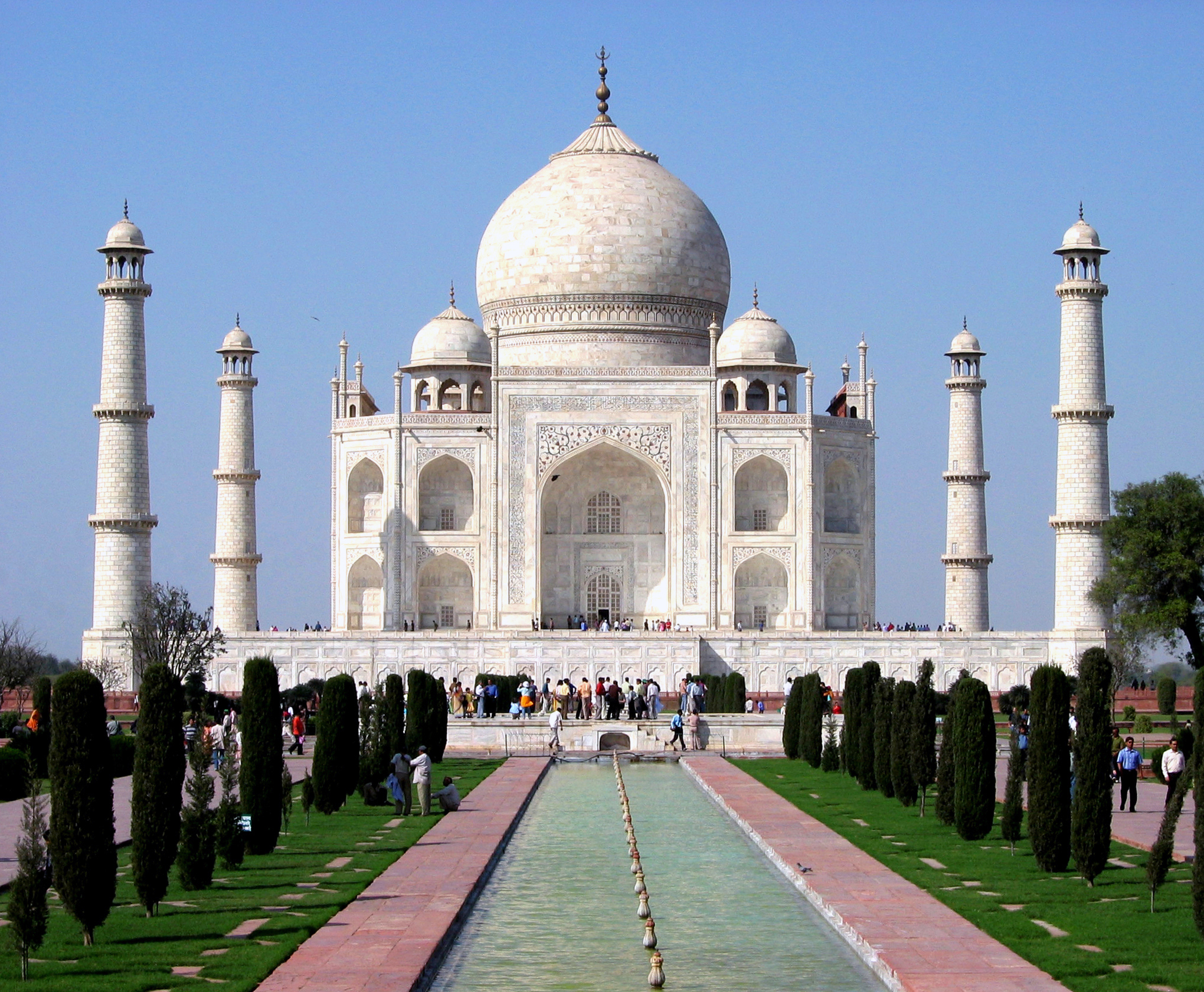
Taj Mahal

- 1983 – Felsentempel von Ajanta (K)
- 1983 – Höhlentempel Ellora (K)
- 1983 – Rotes Fort von Agra (K)
- 1983 – Taj Mahal (K)
- 1984 – Sonnentempel von Konark (K)
- 1985 – Tempelbezirk von Mahabalipuram (K)
- 1985 – Kaziranga-Nationalpark (N)
- 1985 – Manas-Nationalpark (N)
- 1985 – Keoladeo-Nationalpark (N)
- 1986 – Kirchen und Klöster von Goa (K)
- 1986 – Tempelbezirk von Khajuraho (K)
- 1986 – Tempelbezirk von Hampi (K)
- 1986 – Mogulstadt Fatehpur Sikri (K)
- 1987 – Tempelanlage von Pattadakal (K)
- 1987 – Höhlen von Elephanta (K)
- 1987 – Große Tempel der Chola-Dynastie (K, 2004 erweitert)

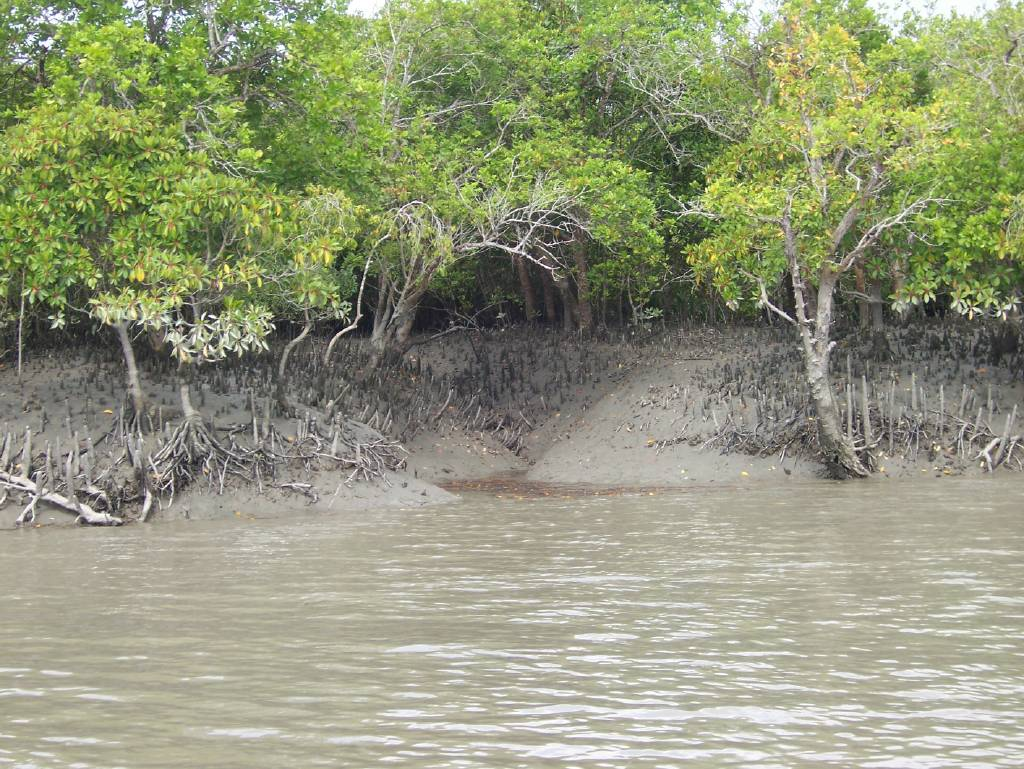
Sundarbans-Nationalpark

- 1987 – Sundarbans-Nationalpark (N)
- 1988 – Nanda-Devi-Nationalpark und Valley-of-Flowers-Nationalpark in Uttarakhand (N, 2005 erweitert)
- 1989 – Buddhistisches Heiligtum bei Sanchi (K)
- 1993 – Humayun-Mausoleum in Delhi (K)
- 1993 – Qutb Minar mit seinen Moscheen und Grabbauten in Delhi,(Qutb-Komplex) (K)
- 1999 – Gebirgseisenbahnen in Indien (Darjeeling Himalayan Railway)
2005 erweitert um Nilgiri Mountain Railway
2008 erweitert um Kalka-Shimla Railway
- 2002 – Mahabodhi-Tempel von Bodhgaya (K)
- 2003 – Felshöhlen von Bhimbetka (K)
- 2004 – Archäologischer Park Champaner-Pavagadh (K)
- 2004 – Chhatrapati Shivaji Terminus in Mumbai (K)
- 2007 – Rotes Fort in Delhi (K)
- 2010 – Historische Sternwarten Jantar Mantar in Jaipur (K)
- 2012 – Westghats (N)
- 2013 – Bergfestungen von Rajasthan (K)
- 2014 – Great-Himalayan-Nationalpark (N)
- 2014 – Rani Ki Vav (Stufenbrunnen der Königin) in Patan, Gujarat (K)
- 2016 – Ausgrabungsstätte von Nalanda Mahavihara (K)
- 2016 – Khangchendzonga-Nationalpark (K/N)
- 2016 – Das architektonische Werk von Le Corbusier (K, transnational), aus Indien der Kapitol-Komplex in Chandigarh
- 2017 – Altstadt von Ahmedabad (K)
- 2018 – Viktorianisch-gotische und Art-déco-Ensembles in Mumbai (K)
- 2019 – Jaipur, Rajasthan (K)
- 2021 – Dholavira: Eine Stadt der Harappa-Kultur (K)
- 2021 – Tempel von Kakatiya Rudreshwara (Ramappa), Telangana (K)

## Indonesien
- 1991 – Nationalpark Komodo (N)

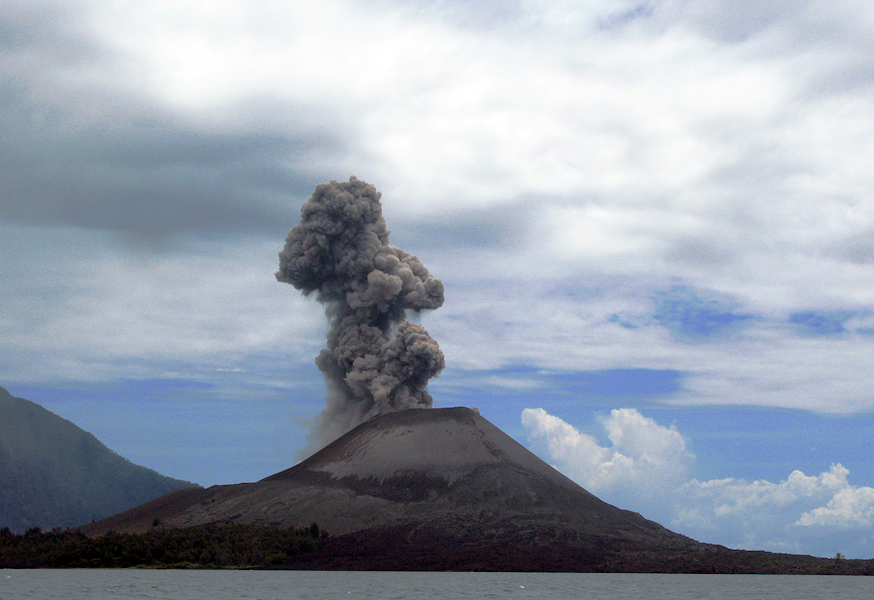
Krakatau

- 1991 – Nationalpark Ujung Kulon auf Java mit dem Vulkan Anak Krakatau (N)
- 1991 – Buddhistische Tempelanlagen von Borobudur (K)
- 1991 – Hindutempel von Prambanan (K)
- 1996 – Paläontologische Stätte Sangiran (K)
- 2004 – Tropische Regenwälder von Sumatra: Nationalpark Gunung Leuser, Nationalpark Kerinci-Seblat und Nationalpark Barisan Selatan (N, G)
- 2012 – Kulturlandschaft der Provinz Bali: Das Subak-System als Manifestation der Tri-Hita-Karana-Philosophie (K)
- 2019 – Bergbauerbe der Zeche Ombilin in Sawahlunto

Indonesien hat auch eine Welterbestätte außerhalb Asiens.

## Irak

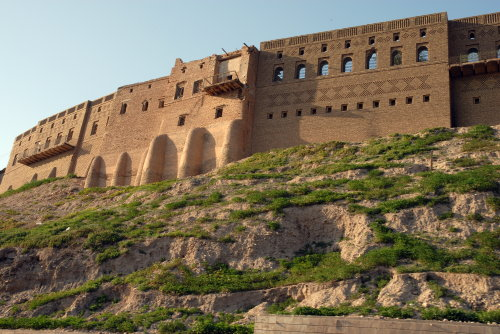
Zitadelle von Erbil

- 1985 – Ruinen der Partherstadt Hatra (K, G)
- 2003 – Aššur (K, G)
- 2007 – Archäologische Stadt von Samarra (K, G)
- 2014 – Zitadelle von Erbil (K)
- 2016 – Marschland Al-Ahwar im Südirak (K/N)
- 2019 – Babylon (K)

## Iran
- 1979 – Ruinenstadt Persepolis (K)

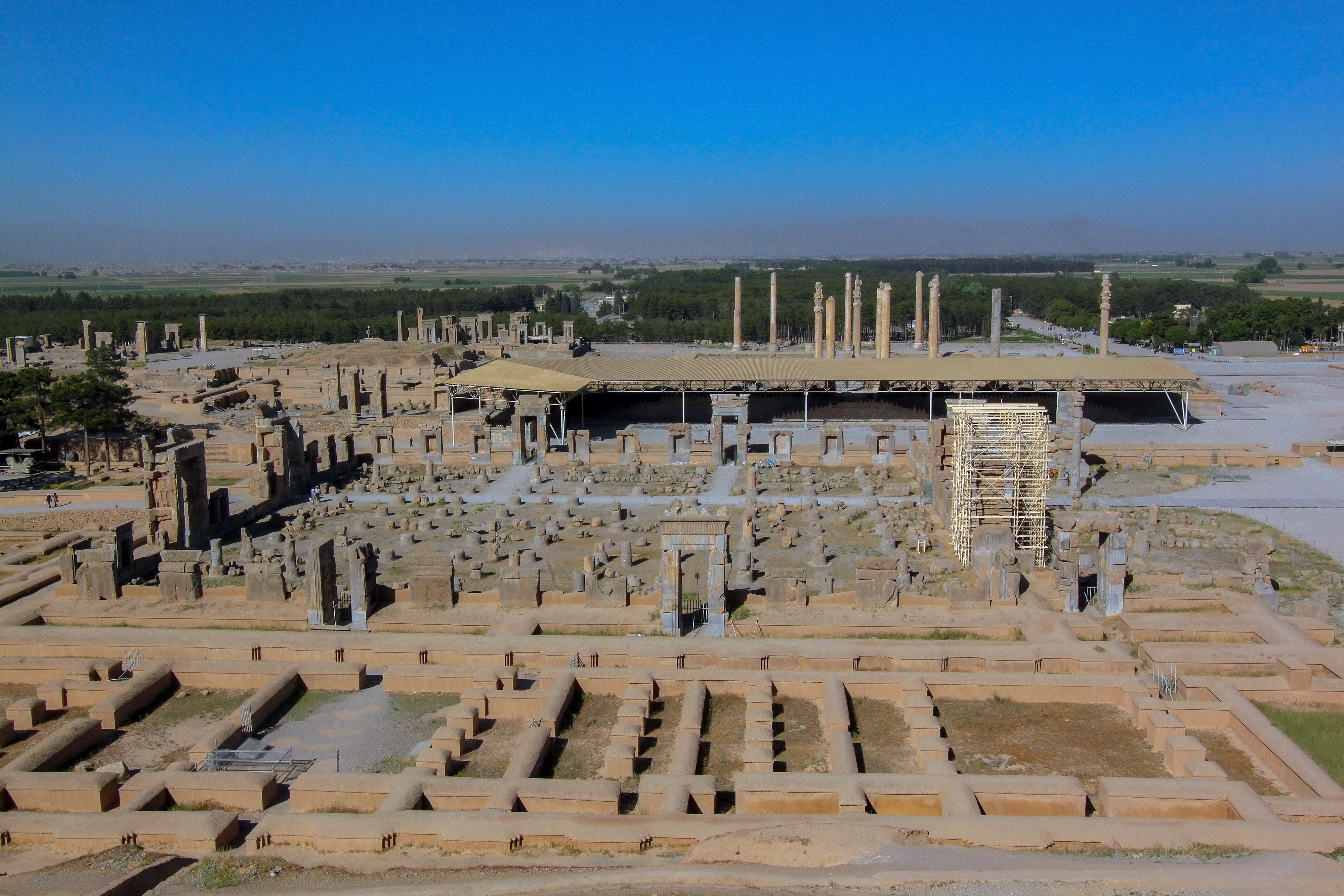
Persepolis

- 1979 – Ruinenstadt Tschogha Zanbil (K)
- 1979 – Königsplatz Meidan-e Schah von Isfahan (K)
- 2003 – Archäologische Stätte Tacht-e Suleiman (K)
- 2004 – Pasargadae (K)
- 2004 – Zitadelle von Bam (K, G)
- 2005 – Soltanije mit Öldscheitü-Mausoleum (K)
- 2006 – Felsenrelief von Bisotun (K)
- 2008 – Armenische Klöster in Iran: Kloster Sankt Thaddäus, Kloster Sankt Stephanos und Kapelle von Dsordsor (K)
- 2009 – Historisches Bewässerungssystem von Schuschtar (K)
- 2010 – Schrein und Grabmal von Scheich Safi ad-Din (K) in Ardabil
- 2010 – Historischer Basarkomplex von Täbris (K)

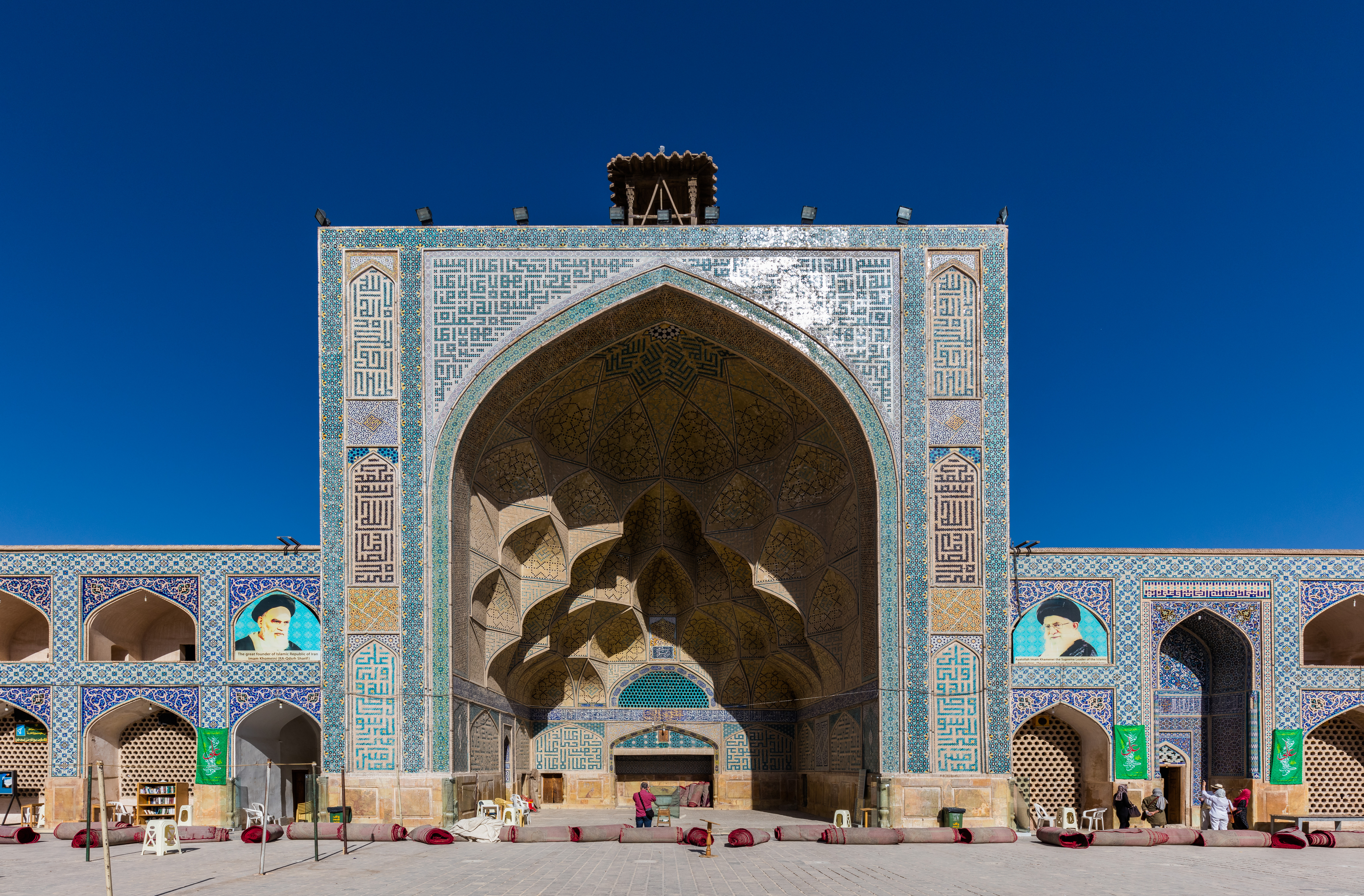
Freitagsmoschee von Isfahan

- 2011 – Der Persische Garten (K), 9 Gärten in ebenso vielen Provinzen
- 2012 – Gonbad-e Qabus (K)
- 2012 – Freitagsmoschee von Isfahan (K)
- 2013 – Golestanpalast (K) in Teheran
- 2014 – Ruinen von Schahr-e Suchte (K)
- 2015 – Kulturlandschaft von Maymand (K)
- 2015 – Ruinenstadt Susa (K)
- 2016 – Wüste Lut (N)
- 2016 – Die persischen Qanate (K)
- 2017 – Altstadt von Yazd (K)
- 2018 – Archäologische Landschaft der Sassaniden in der Region Fars (K)
- 2019 – Hyrkanische Wälder (N, grenzüberschreitend mit Aserbaidschan)
- 2021 – Kulturlandschaft Hawraman/Uramanat (K)
- 2021 – Transiranische Eisenbahn (K)

## Israel
- 2001 – Masada (K)
- 2001 – Altstadt von Akko (K)

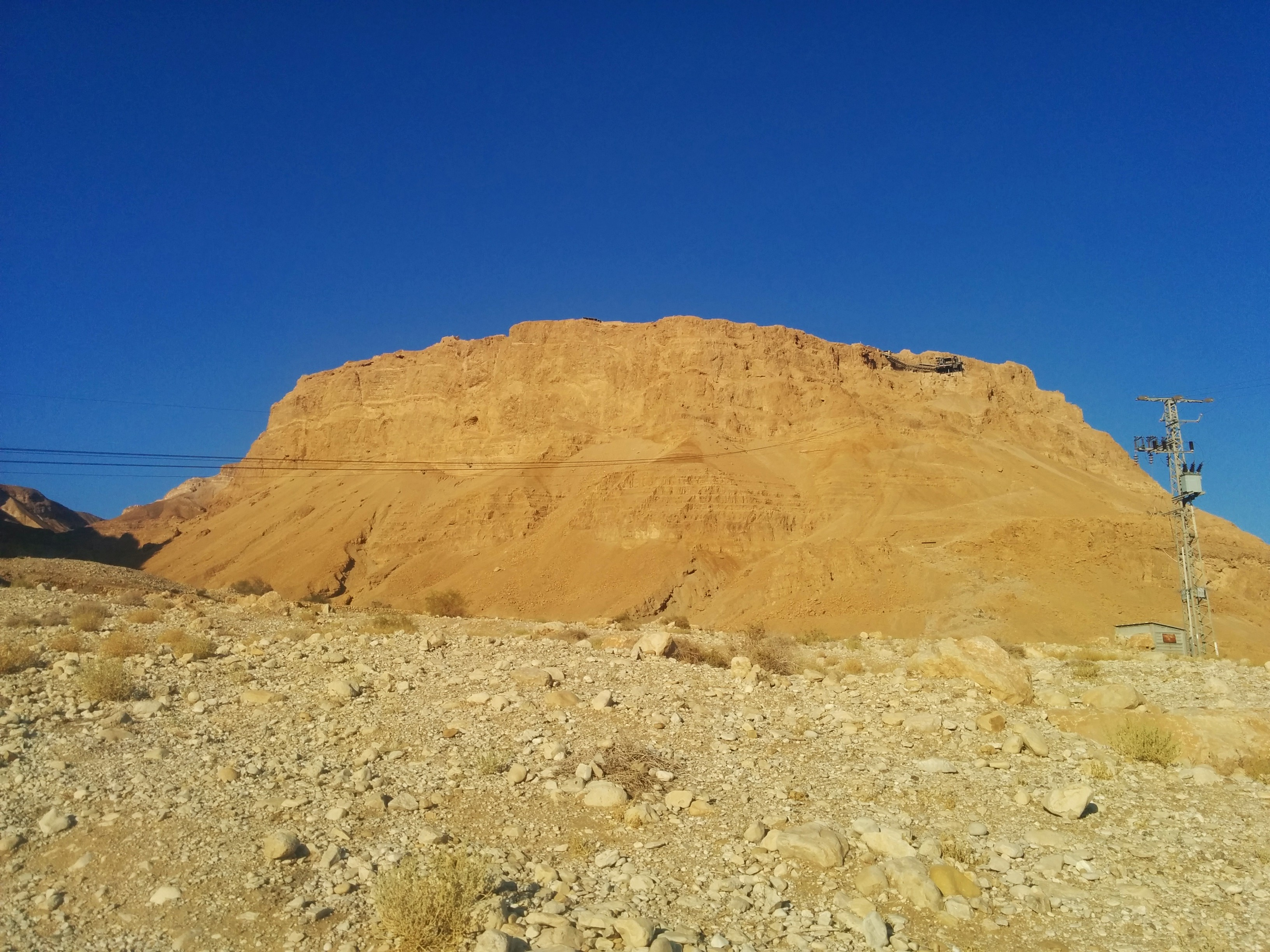
Masada

- 2003 – Weiße Stadt von Tel Aviv – die moderne Bewegung (K)
- 2005 – Biblische Siedlungshügel – Megiddo, Hasor und Beʾer Scheva (K)
- 2005 – Weihrauchstraße – Wüstenstädte im Negev (K)
- 2008 – Heilige Stätten der Bahai in Haifa und dem westlichen Galiläa (K)
- 2012 – Stätten der menschlichen Evolution im Karmelgebirge: Höhlen von Nahal Me’arot im Wadi el-Mughara (K)
- 2014 – Höhlen von Marissa und Bet Guvrin im Tiefland Judäas als Mikrokosmos vom „Land der Höhlen“ (K)
- 2015 – Nekropole Bet Sche’arim – Wahrzeichen der jüdischen Erneuerung (K)

## Japan
- 1993 – Adelssitz Himeji-jo (K)

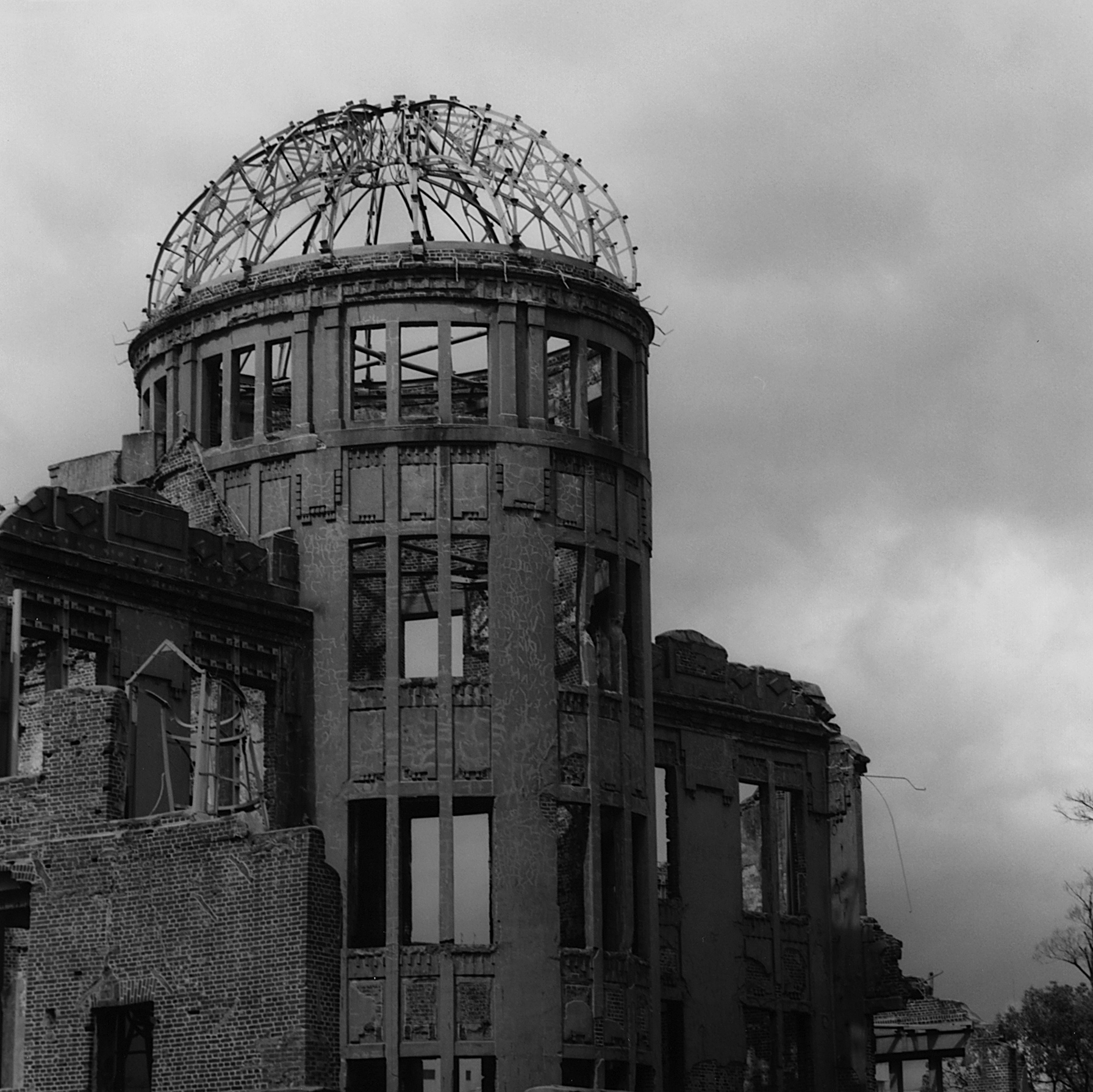
Friedensdenkmal in Hiroshima

- 1993 – Buddhistische Heiligtümer von Hōryū-ji (K)
- 1993 – Zedernwald von Yakushima (N)
- 1993 – Buchenwald von Shirakami (N)
- 1994 – Historisches Kyōto (Kyōto, Uji und Ōtsu) (K)
- 1995 – Historische Dörfer von Shirakawa-go und Gokayama (K)
- 1996 – Friedensdenkmal in Hiroshima (K)
- 1996 – Shinto-Schrein von Itsukushima (K)
- 1998 – Baudenkmäler und Gärten der Kaiserstadt Nara (K)
- 1999 – Schreine und Tempel von Nikko (K)
- 2000 – Archäologische Stätten (Gusuku) des Königreichs der Ryukyu-Inseln (K)

Fuji

- 2004 – Heilige Stätten und Pilgerstraßen in den Kii-Bergen (K)
- 2005 – Shiretoko (N)
- 2007 – Iwami-Ginzan und Kulturlandschaft (Ōda) (K)
- 2011 – Tempel, Gärten und archäologische Stätten von Hiraizumi (K)
- 2011 – Ogasawara-Inseln (N)
- 2013 – Fuji (K)
- 2014 – Tomioka-Seidenspinnerei und Seidenfabrik in Tomioka (K)
- 2015 – Stätten der Industriellen Revolution in der Meiji-Zeit (K)
- 2016 – Das architektonische Werk von Le Corbusier (K, transnational), aus Japan das Nationalmuseum für westliche Kunst in Tokio
- 2017 – Heilige Insel Okinoshima und zugehörige Stätten in der Region Munakata (K)
- 2018 – Verborgene christliche Stätten in der Region Nagasaki (K)
- 2019 – Kofun-Gruppe von Mozu-Foruichi: Hügelgräber aus Alt-Japan (K)
- 2021 – Prähistorische Stätten der Jomon in Nordjapan (K)
- 2021 – Die Inseln Amami-Oshima, Tokunoshima, Iriomote und nördlicher Teil der Insel Okinawa (N)

## Jemen

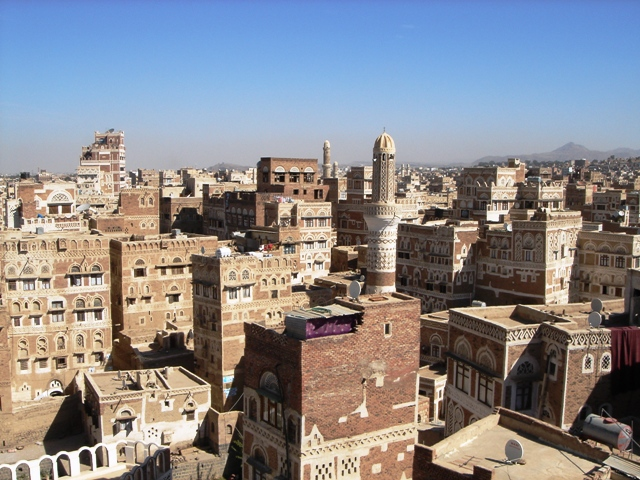
Altstadt von Sanaa

- 1982 – Altstadt von Schibam mit der Stadtmauer (K, G)
- 1988 – Altstadt von Sanaa (K, G)
- 1993 – Medina von Zabid (K, G)
- 2023 – Wahrzeichen des antiken Königreichs Saba, Marib (K, G)

Der Jemen hat auch eine Welterbestätte in Afrika.

## Jerusalem
- 1981 – Altstadt und Stadtmauer von Jerusalem (K, G) auf Vorschlag von Jordanien, wird von der UNESCO keinem Staat zugeordnet

## Jordanien
- 1985 – Ruinenstätte Petra (K)

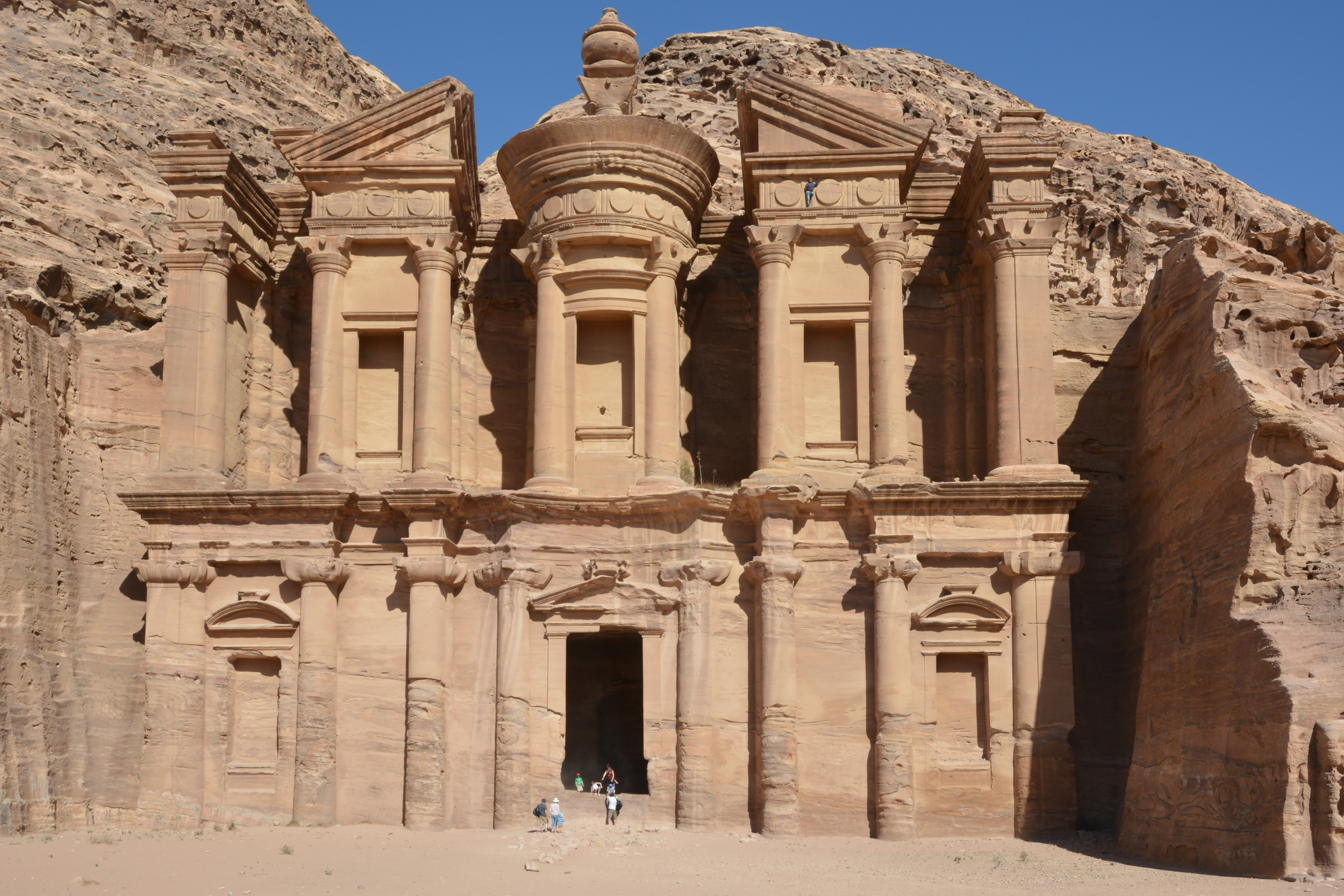
Felsentempel Ad Deir in Petra

- 1985 – Wüstenburg Qusair ʿAmra (K)
- 2004 – Archäologische Stätte Um er-Rasas (K)
- 2011 – Wadi Rum (K/N)
- 2015 – Taufstätte Bethanien jenseits des Jordans (Al-Maghtas) (K)
- 2021 – As-Salt – Ort der Toleranz und der urbanen Gastfreundschaft (K)

## Kambodscha
- 1992 – Angkor (K)
- 2008 – Tempel Preah Vihear (K)

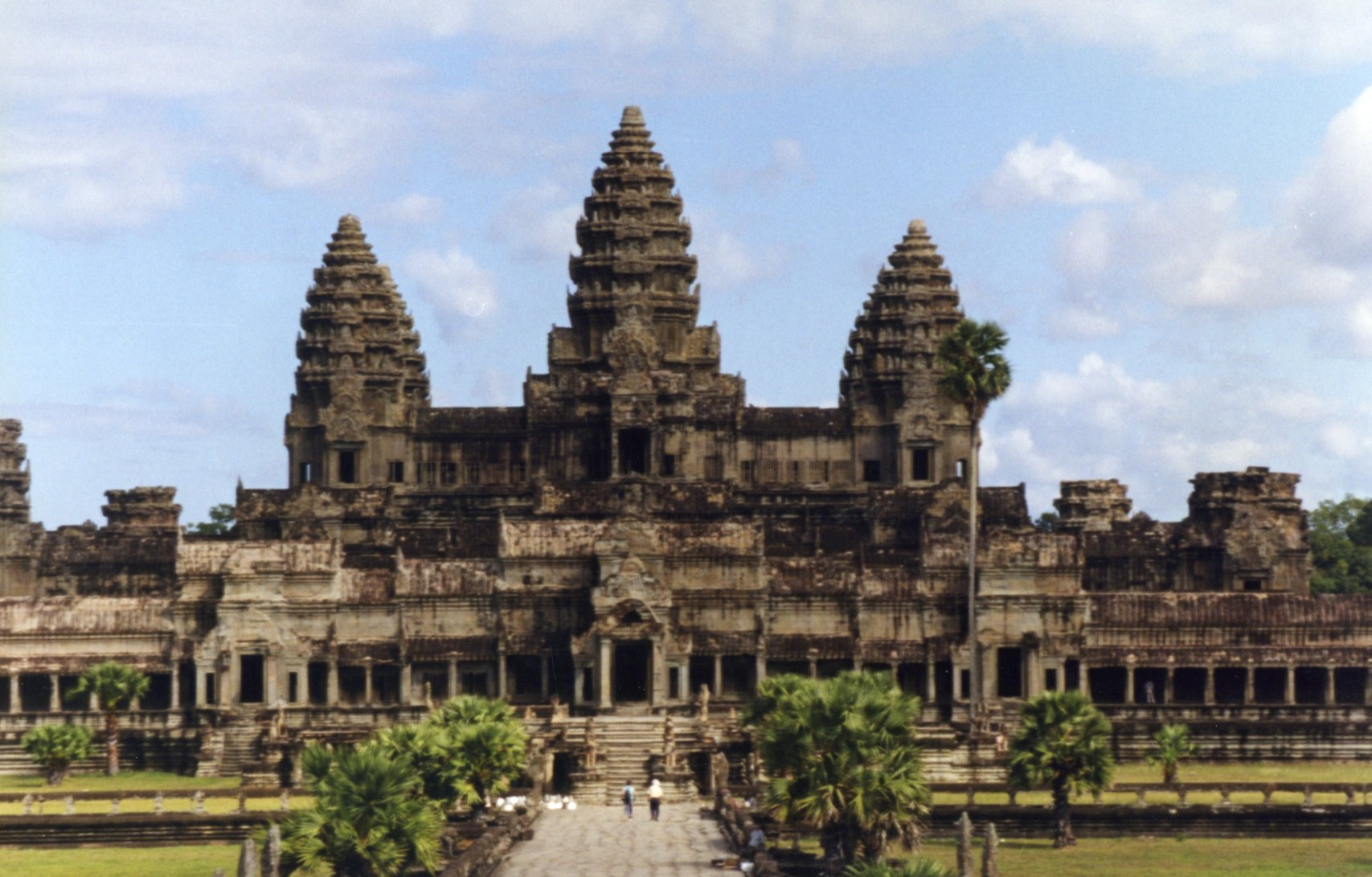
Angkor Wat

- 2017 – Tempelanlage von Sambor Prei Kuk, Archäologische Stätte des alten Ishanapura (K)

## Kasachstan
- 2003 – Mausoleum von Hodscha Ahmad Yasawi (K)
- 2004 – Petroglyphen der archäologischen Ausgrabungen von Tamgaly (K)
- 2008 – Saryarka, Steppe und Seen des nördlichen Kasachstan: Naturschutzgebiete Naurzum und Qorgalschyn (N)
- 2014 – Routen der Seidenstraße zwischen Chang’an und dem Tianshan-Korridor (K, transnational mit China und Kirgisistan)
- 2016 – Westliches Tian-Shan-Gebirge (N, transnational mit Usbekistan und Kirgisistan)

## Katar
- 2013 – Archäologische Stätten von az-Zubāra (K)

## Kirgisistan
- 2009 – Suleiman-Too (K)

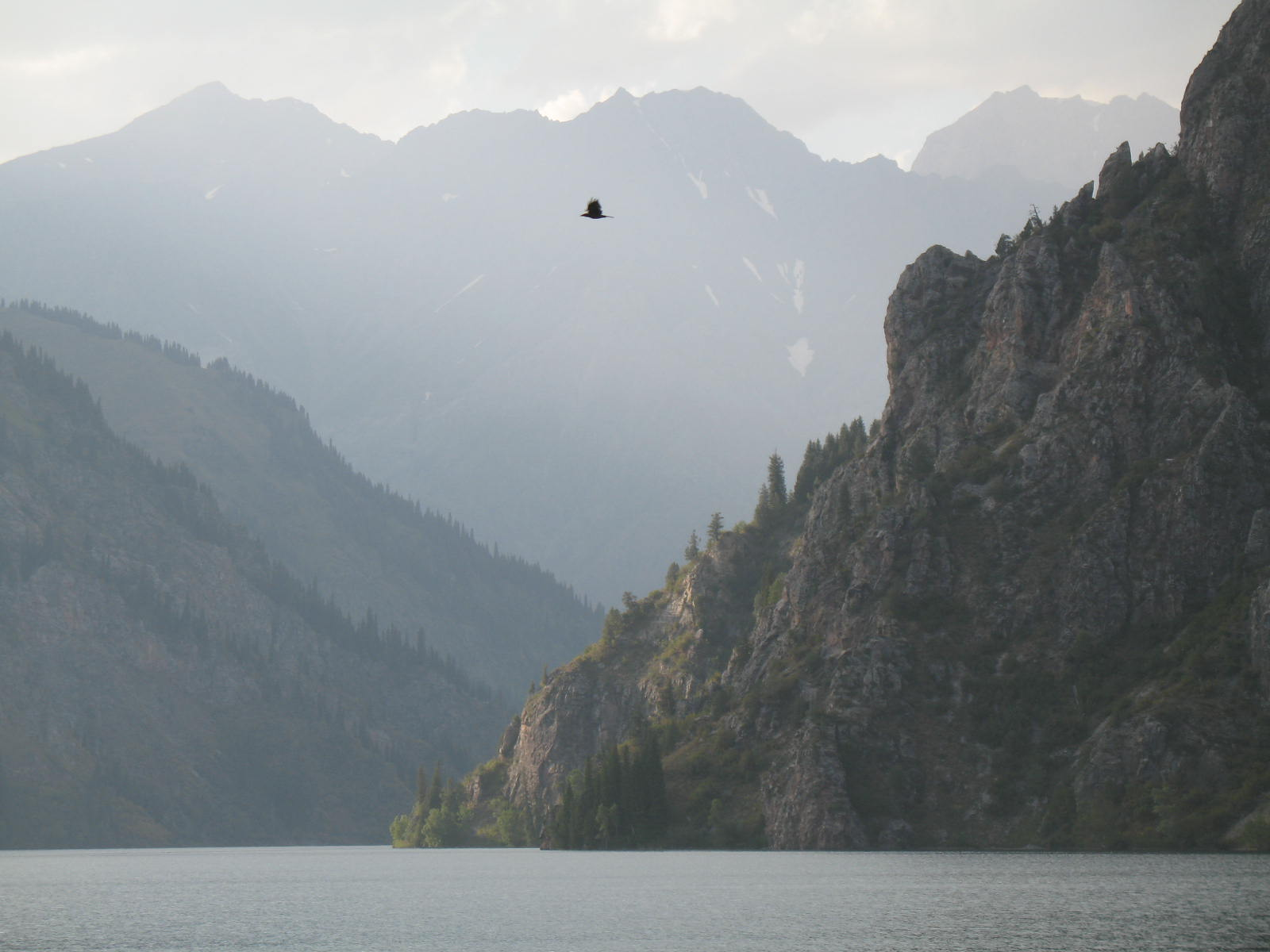
Sary-Chelek-See im Westlichen Tian-Shan-Gebirge

- 2014 – Seidenstraßen: das Straßennetzwerk des Chang'an-Tianshan-Korridors (K, transnational mit China und Kasachstan)
- 2016 – Westliches Tian-Shan-Gebirge (N, transnational mit Usbekistan und Kasachstan)

## Laos
- 1995 – Luang Prabang mit Königspalast und buddhistischen Klöstern (K)
- 2001 – Tempelbezirk von Wat Phou und Kulturlandschaft Champasak (K)
- 2019 – Megalithische Krüge in Xieng Khouang – Ebene der Steinkrüge (K)

## Libanon
- 1984 – Anjar (K)
- 1984 – Baalbek (K)
- 1984 – Byblos (K)
- 1984 – Tyros (K)

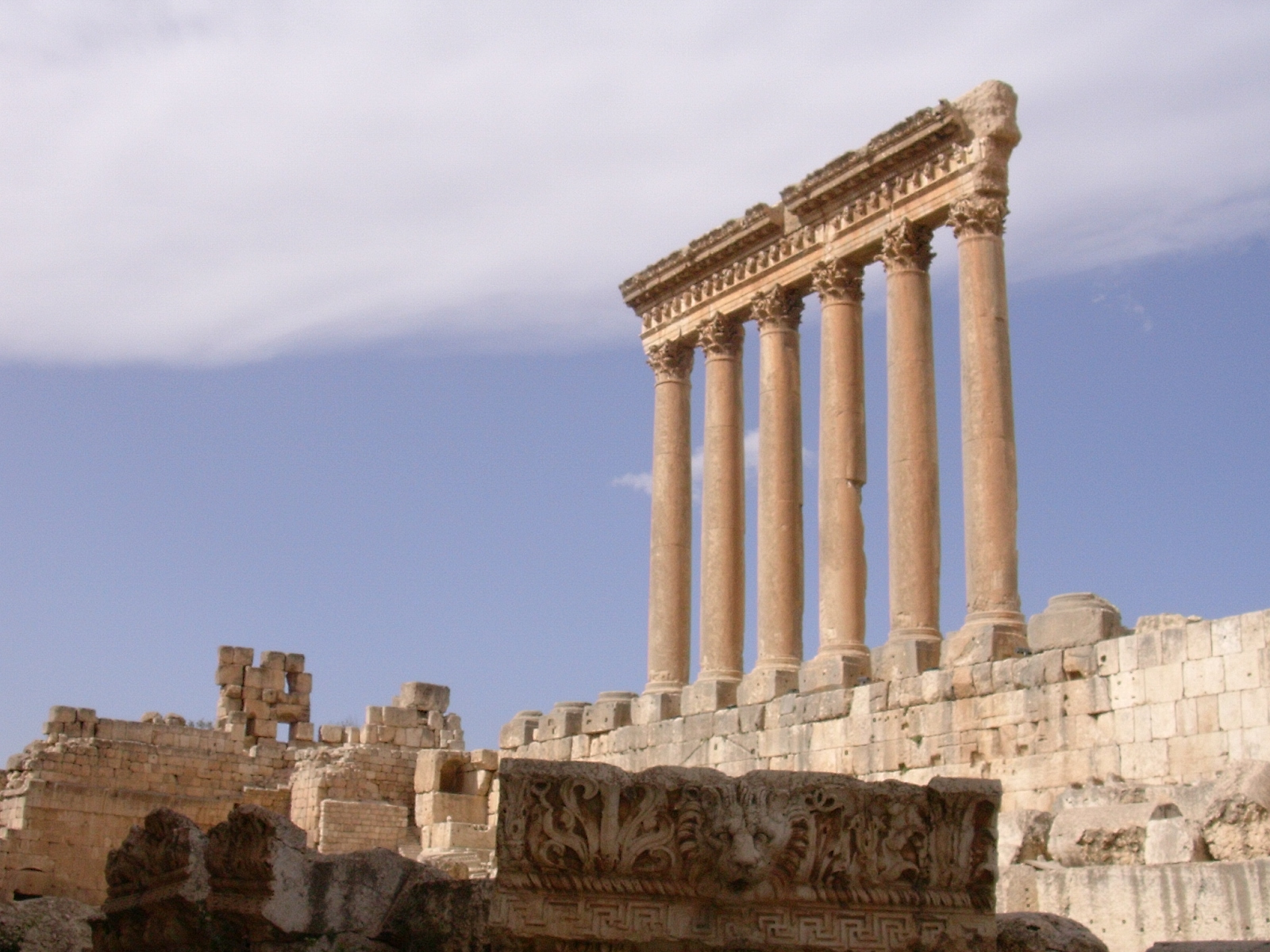
Tempel des Jupiter in Baalbek

- 1998 – Wadi Qadischa (Heiliges Tal) und Wald der Zedern des Herrn (Horsh Arz el-Rab) (K/N)
- 2023 – Internationale Messe „Raschid Karami“ in Tripoli (K, G)

## Malaysia
- 2000 – Kinabalu-Park (N)
- 2000 – Nationalpark Gunung Mulu (N)
- 2008 – Malakka und George Town: Historische Städte an der Straße von Malakka (K)
- 2012 – Archäologisches Erbe im Tal von Lenggong (K)

## Mongolei

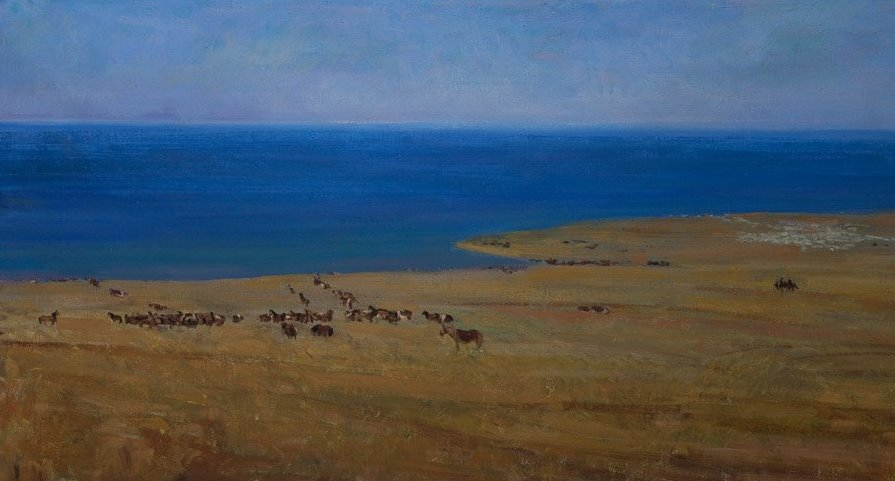
Uws-Nuur-Becken

- 2003 – Uws-Nuur-Becken (N, transnational mit Russland)
- 2004 – Kulturlandschaft Orchon-Tal (K)
- 2011 – Felszeichnungen im mongolischen Altai (K)
- 2015 – Heiliger Berg Burchan Chaldun und umgebende Landschaft (K)
- 2017 – Daurische Landschaften (N, grenzübergreifend mit Russland)

## Myanmar
- 2014 – Historische Städte der Pyu (K)
- 2019 – Bagan (K)

## Nepal

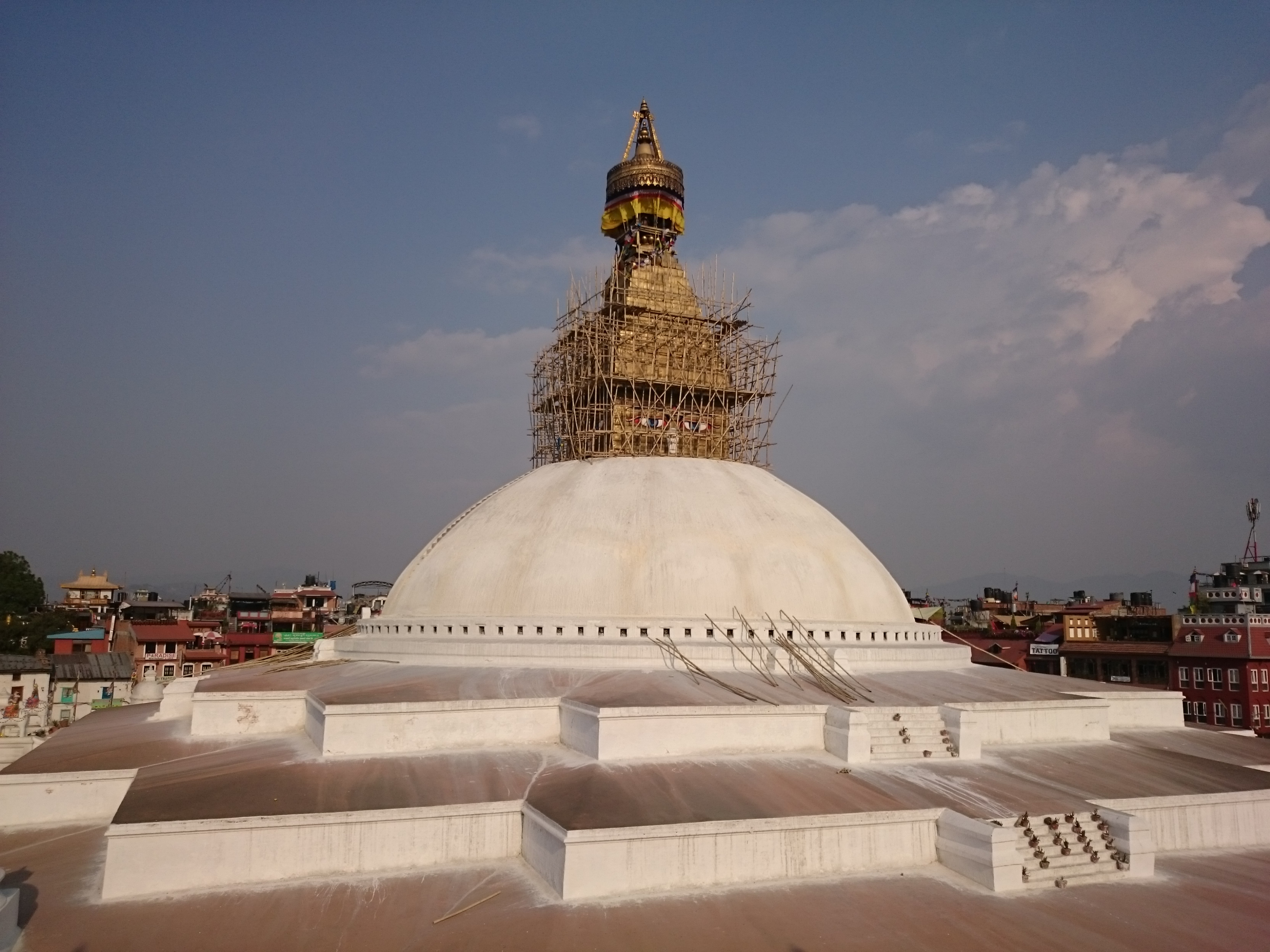
Stupa im Kathmandutal

- 1979 – Kathmandutal (K, 2006 erweitert)
- 1979 – Sagarmatha-Nationalpark (N)
- 1984 – Chitwan-Nationalpark (N)
- 1997 – Lumbini (Geburtsort Buddhas) (K)

## Nordkorea
- 2004 – Koguryo-Grabstätten (K)
- 2013 – Historische Monumente und Stätten von Kaesŏng (K)

## Oman
- 1987 – Festung von Bahla (K)

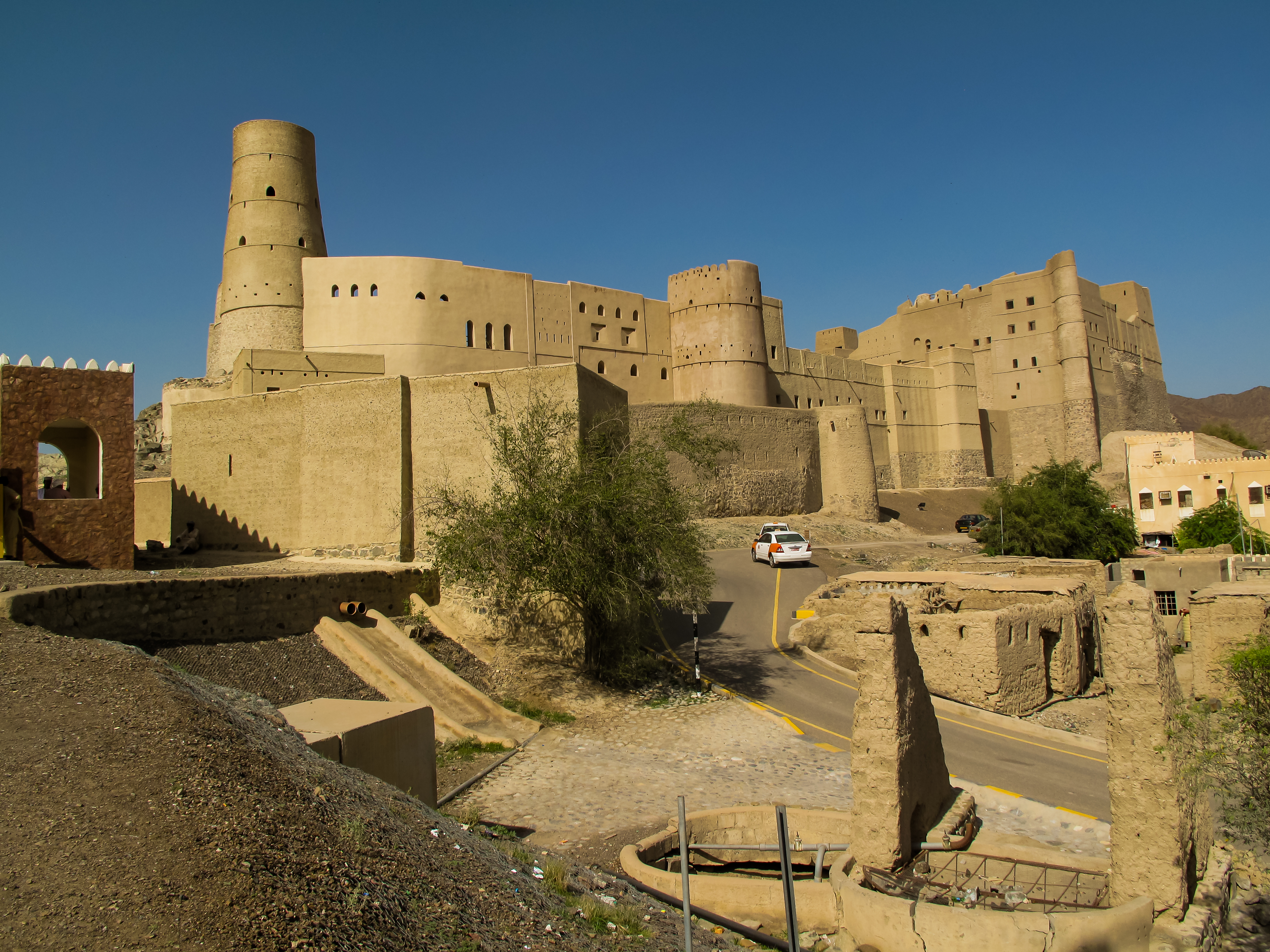
Festung Hisn Tamah in Bahla

- 1988 – Festung Bat mit bronzezeitlicher Siedlung al-Chutm und Totenstadt al-Ain (K)
- 2000 – Land des Weihrauchs (K)
- 2006 – Afladsch-Bewässerungssystem (K)
- 2018 – Antike Stadt Qalhat (K)

Das 1994 in die Welterbeliste aufgenommene Wildschutzgebiet der Arabischen Oryx (N) wurde 2007 gestrichen.

## Pakistan

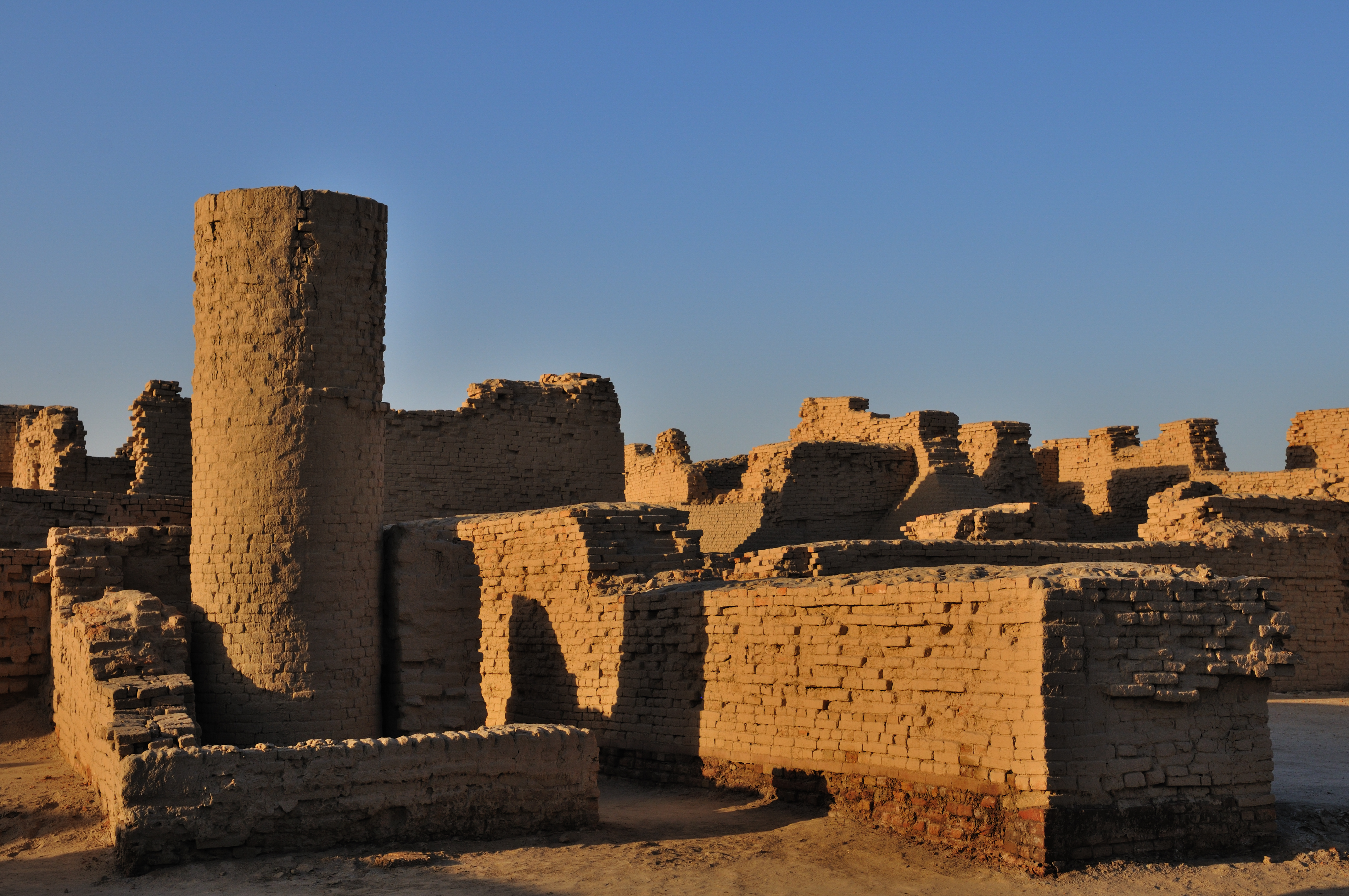
Mohenjo-Daro

- 1980 – Ruinenstadt Moenjo-Daro (K)
- 1980 – Buddhistische Ruinen von Takht-i-Bahi (K)
- 1980 – Ruinenstadt Taxila (K)
- 1981 – Lahore Fort und Shalimar-Gärten in Lahore (K)
- 1981 – Ruinen und Totenstadt Thatta (K)
- 1997 – Festung Rohtas (K)

## Palästinensische Autonomiegebiete
- 2012 – Geburtsstätte Jesu Christi: Geburtskirche und Pilgerweg, Bethlehem (K)
- 2014 – „Land der Oliven und des Weins“ – Kulturlandschaft von Südjerusalem, Battir (K, G)
- 2017 – Altstadt von Hebron/al-Chalil (K, G)

## Philippinen

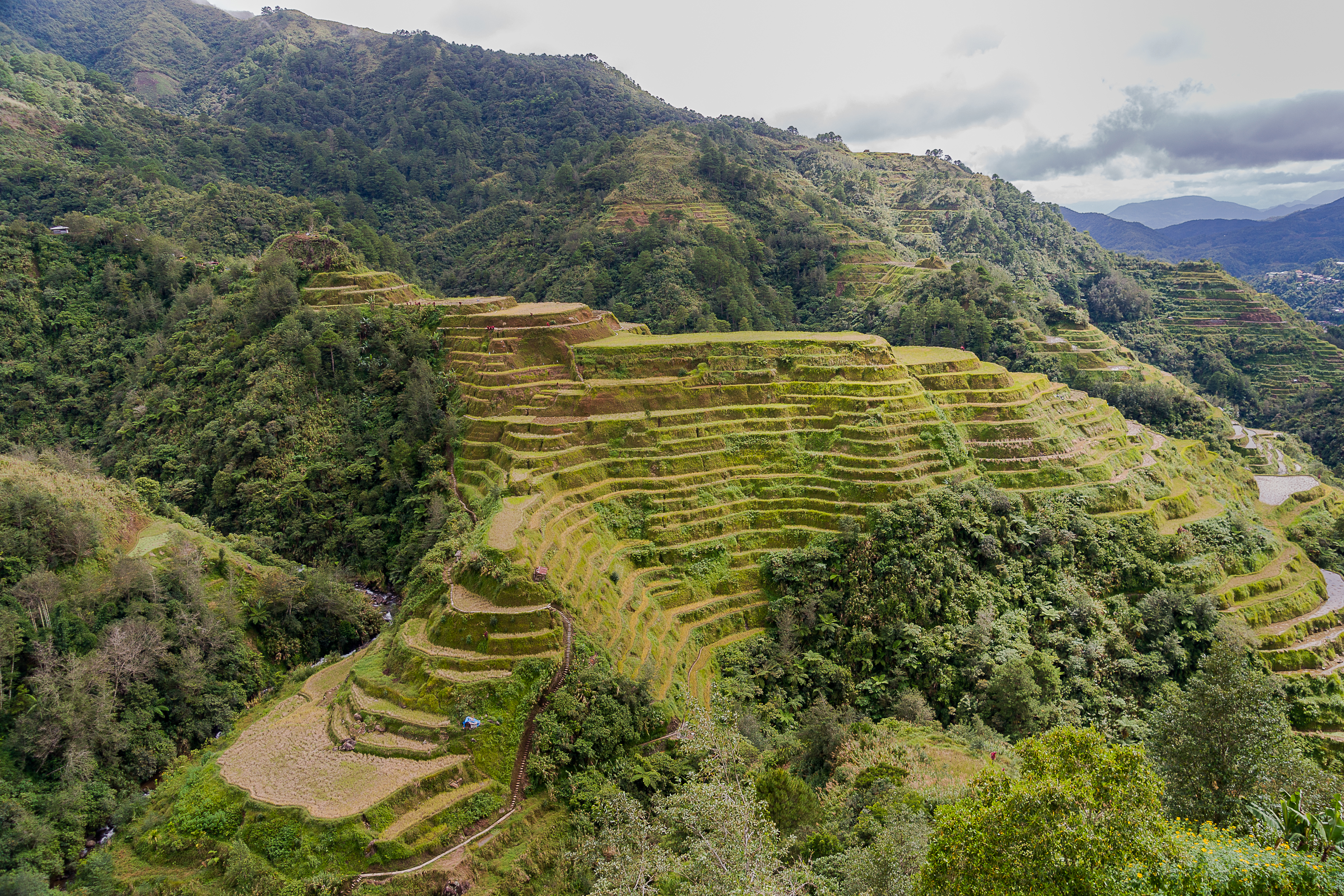
Reisterrassen von Banaue

- 1993 – Barock-Kirchen auf den Philippinen (K)
- 1993 – Korallenriff Tubbataha (N)
- 1995 – Reisterrassen in den philippinischen Kordilleren (K)
- 1999 – Nationalpark „Unterirdischer Fluss“ bei Puerto Princesa auf Palawan (N)
- 1999 – Historische Stadt Vigan (K)
- 2014 – Mount Hamiguitan Range Wildlife Sanctuary (N)

## Russland
(Asiatischer Teil)
- 1996 – Baikalsee (N)

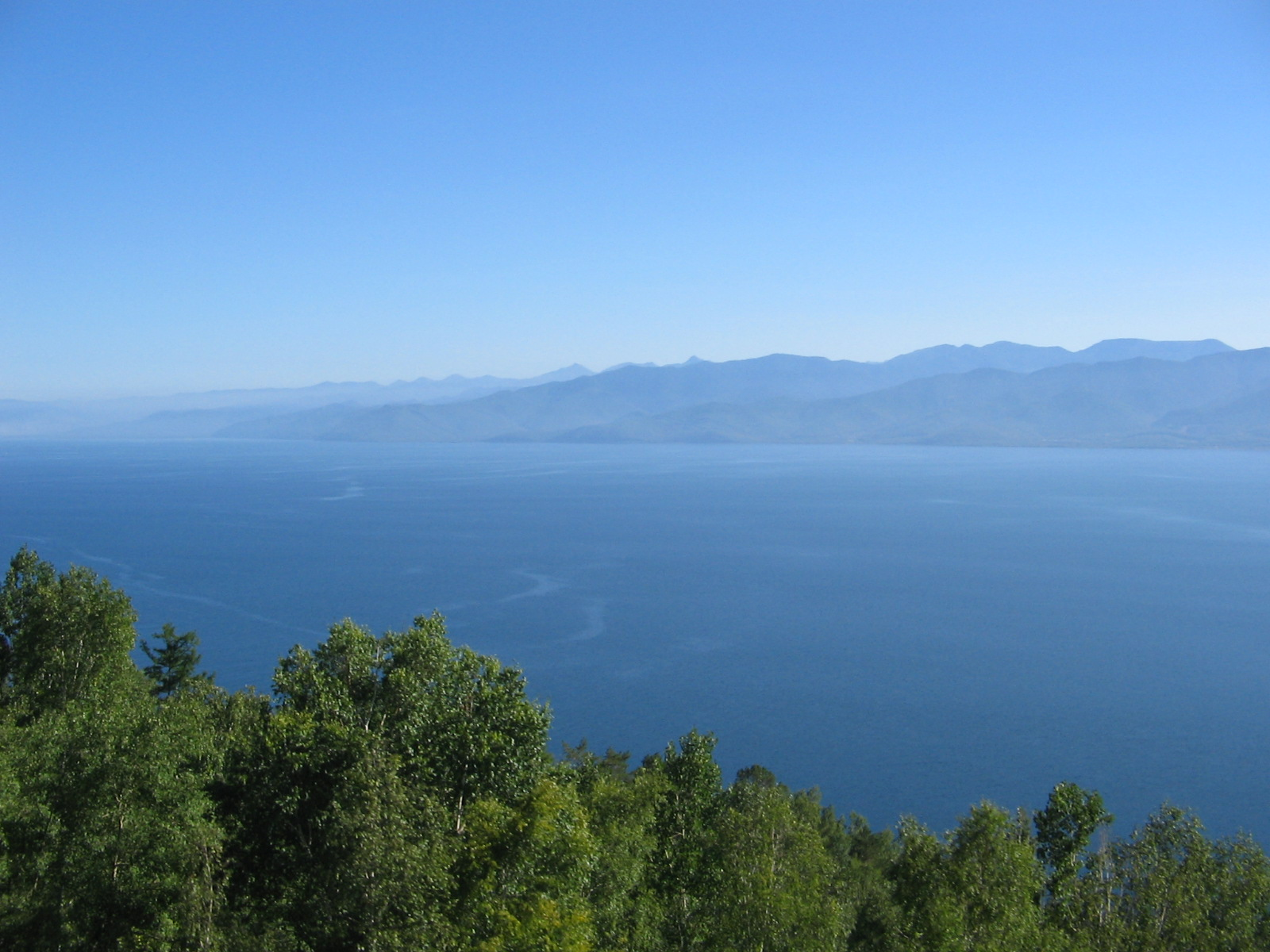
Baikalsee

- 1996 – Vulkanregion von Kamtschatka mit Naturpark (N)
- 1998 – Altai-Gebirge (N)
- 1999 – Westlicher Kaukasus (N)
- 2001 – Naturschutzgebiet Zentral-Sichote-Alin (N)
- 2003 – Altstadt, Festung und Zitadelle von Derbent (K)
- 2003 – Uws-Nuur-Becken (N, transnational mit der Mongolei)
- 2004 – Naturreservat Wrangelinsel (N)
- 2010 – Putorana-Gebirge (N)
- 2012 – Naturpark Lenafelsen (N)
- 2017 – Daurische Landschaften (N, grenzübergreifend mit der Mongolei)

Weitere Welterbestätten Russlands liegen in Europa.

## Saudi-Arabien

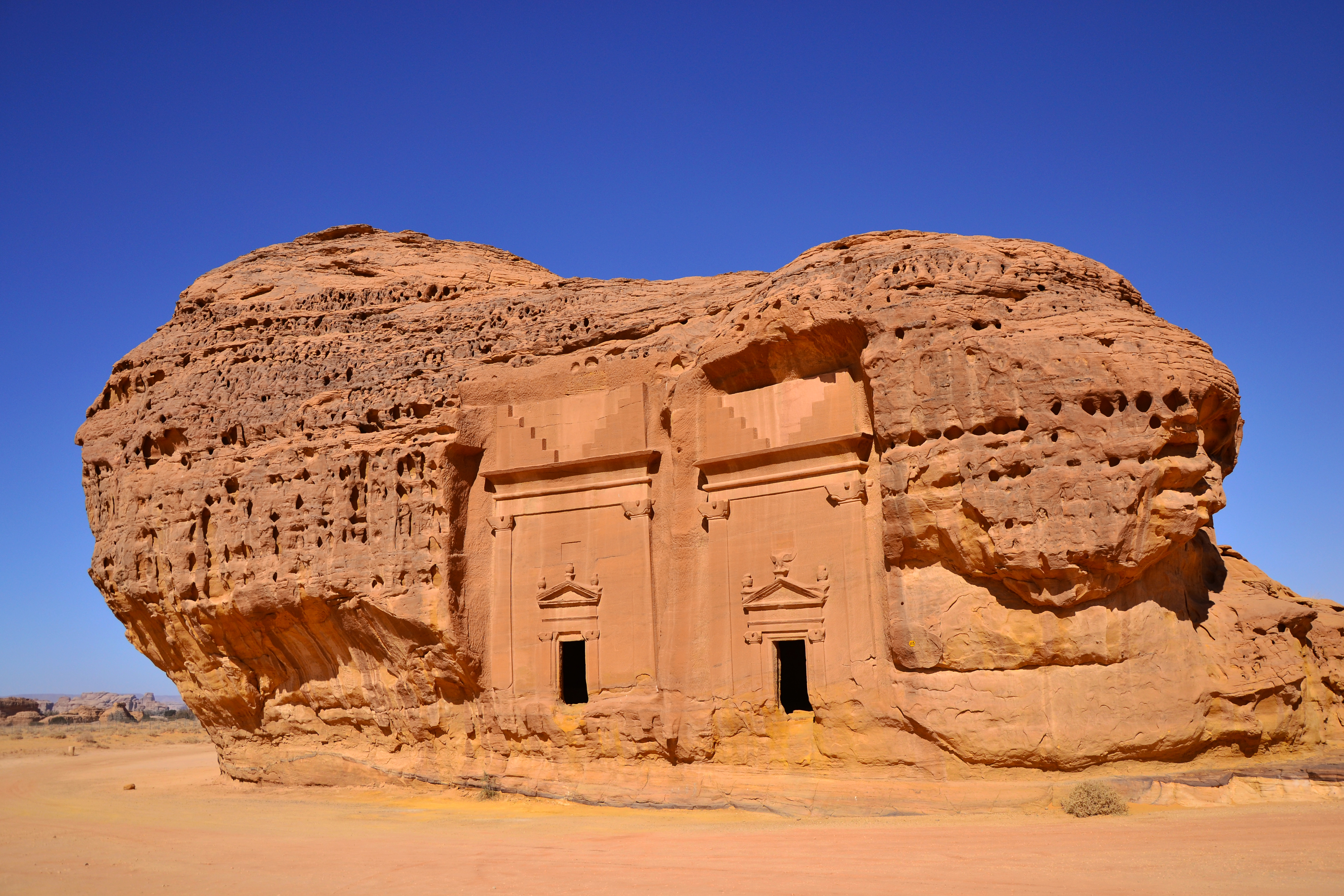
Felsgräber bei Mada'in Salih

- 2008 – Ausgrabungsstätte Al-Hijr (Mada'in Salih) (K)
- 2010 – Ortsteil at-Turaif in Dirʿiyya (K)
- 2014 – Altstadt von Dschidda (K)
- 2015 – Felsmalereien in der Provinz Ha'il (K)
- 2018 – Oase Al-Ahsa, eine sich entwickelnde Kulturlandschaft (K)
- 2021 – Kulturraum von Ḥimā (K)

## Singapur
- 2015 – Singapore Botanic Gardens (K)

## Sri Lanka

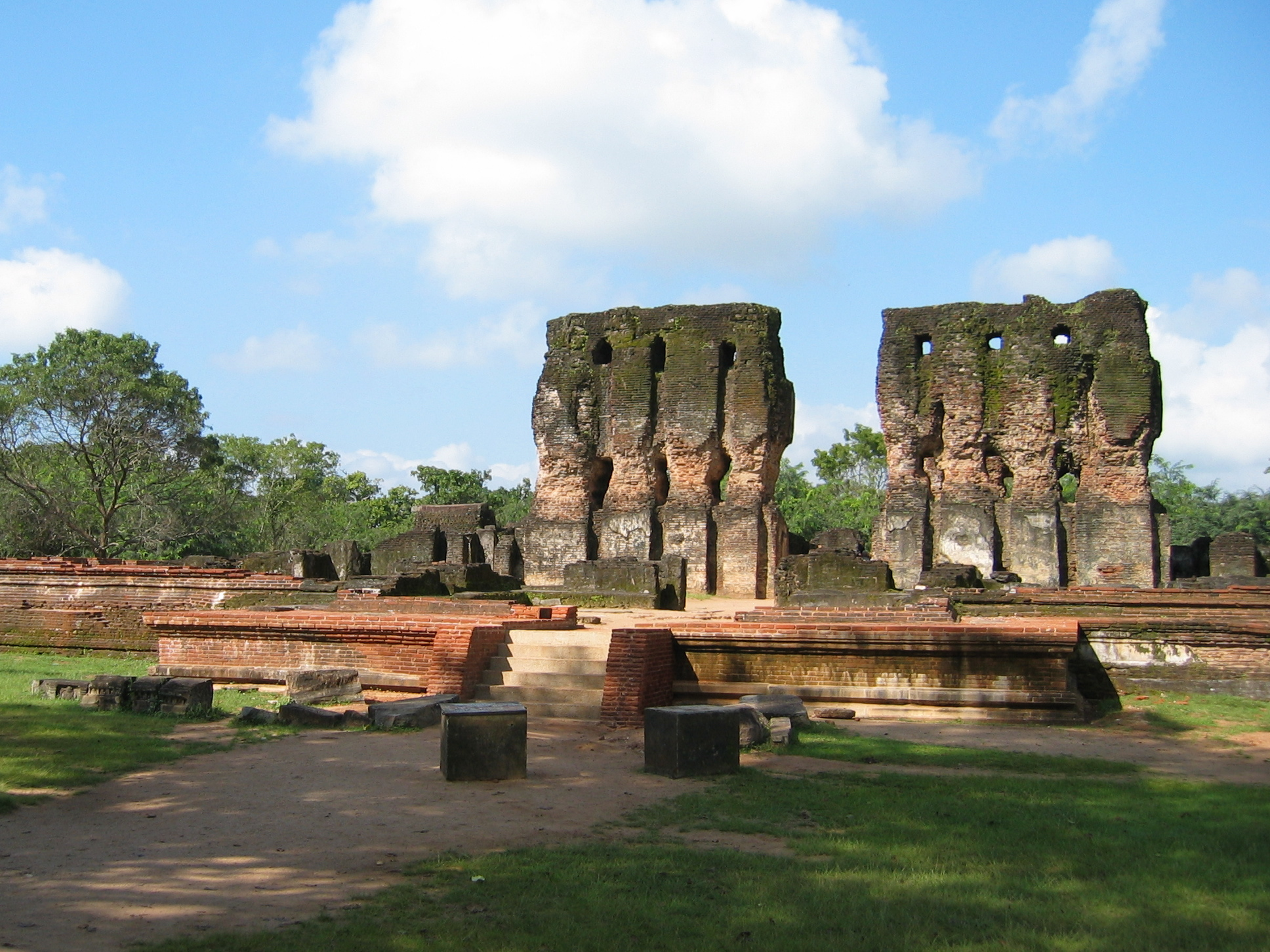
Felsentempel

- 1982 – Heilige Stadt Anuradhapura (K)
- 1982 – Ruinenstadt Polonnaruwa (K)
- 1982 – Ruinenstadt Sigirija (K)
- 1988 – Naturschutzgebiet Sinharaja Forest (N)
- 1988 – Heilige Stadt Kandy (K)
- 1988 – Altstadt und Festung Galle (Sri Lanka) (K)
- 1991 – Felsentempel von Dambulla (K)
- 2010 – Zentrales Hochland im Süden Sri Lankas, mit dem Horton-Plains-Nationalpark (N)

## Südkorea

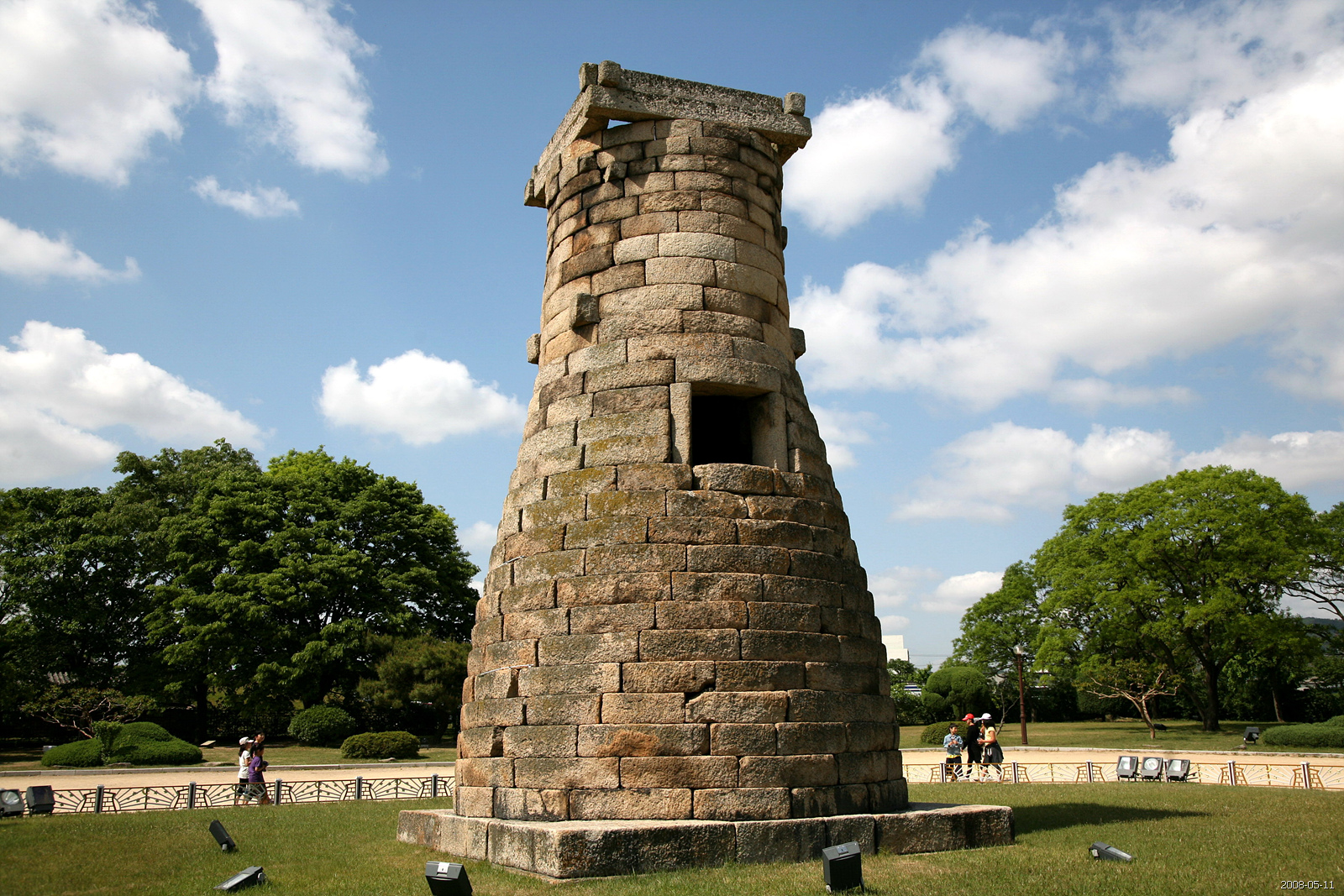
Historische Stätten von Gyeongju

- 1995 – Grottentempel Seokguram und Tempel Bulguksa (K)
- 1995 – Haeinsa-Tempel, Janggyeong Panjeon, Aufbewahrungsort der Tafeln der Tripitaka Koreana (K)
- 1995 – Jongmyo-Schrein (K)
- 1997 – Palast Changdeokgung (K)
- 1997 – Festung Hwaseong (K)
- 2000 – Dolmenstätten von Gochang, Hwasun und Ganghwa (K)
- 2000 – Historische Stätten von Gyeongju (K)
- 2007 – Jeju-Vulkaninsel und Lavatunnel (N)
- 2009 – Königsgräber der Joseon-Dynastie (K)
- 2010 – Historische Dörfer Hahoe und Yangdong (K)
- 2014 – Festung Namhansanseong (K)
- 2015 – Historische Stätten von Baekje (K)
- 2018 – Sansa, buddhistische Bergklöster in Korea (K)
- 2019 – Seowon, neun neokonfuzianische Akademien (K)
- 2021 – Getbol, die koreanischen Wattflächen (N)

## Syrien

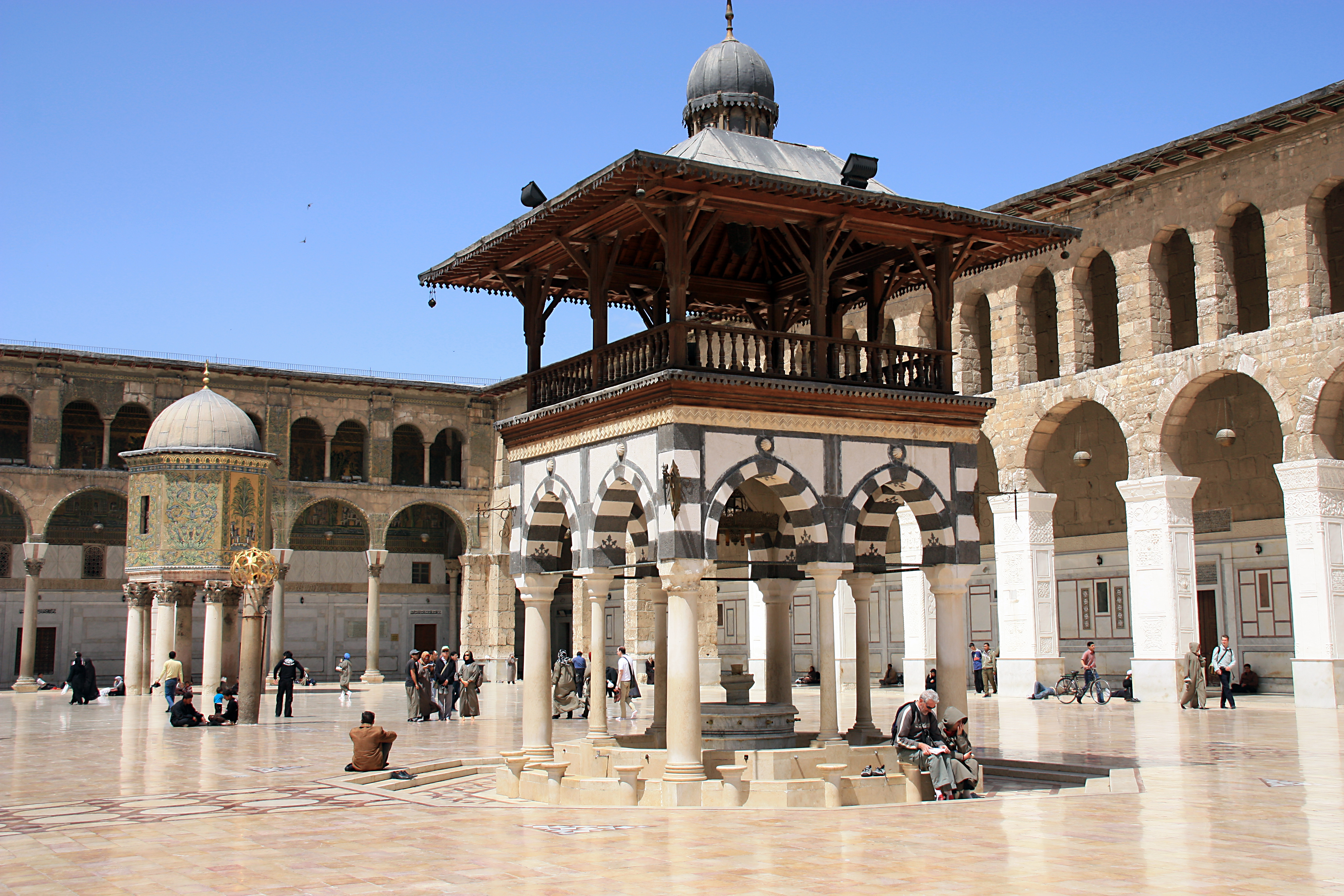
Innenhof der Umayyaden-Moschee in der Altstadt von Damaskus

- 1979 – Altstadt von Damaskus (K, G)
- 1980 – Fundstätte Palmyra (K, G)
- 1980 – Altstadt von Bosra (K, G)
- 1986 – Altstadt von Aleppo (K, G)
- 2006 – Krak des Chevaliers und Qalʿat Salah ed-Din (K, G)
- 2011 – Antike Dörfer in Nordsyrien (K, G)

## Tadschikistan
- 2010 – Ausgrabungsstätte Sarasm (K)
- 2013 – Tadschikischer Nationalpark (Pamirgebirge) (N)

## Thailand

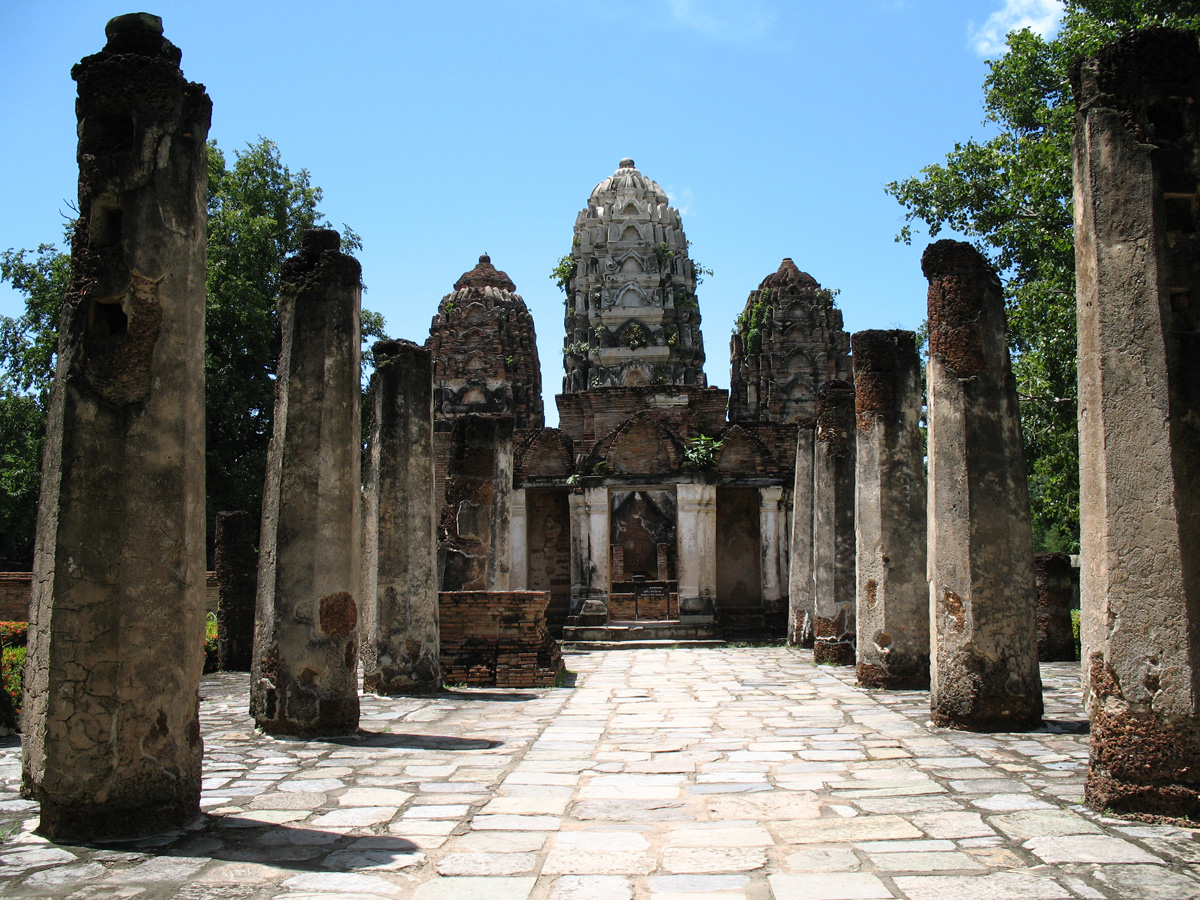
Wat Si Sawai in Sukhothai

- 1991 – Historische Stadt Sukhothai und zugehörige historische Städte (K)
- 1991 – Historische Stadt Ayutthaya (K)
- 1991 – Wildschutzgebiete Thung Yai-Huai Kha Khaeng (N)
- 1992 – Archäologische Stätte von Ban Chiang (K)
- 2005 – Dong Phayayen – Khao Yai Waldkomplex (N)
- 2021 – Waldkomplex Kaeng Krachan (N)

## Türkei
(Asiatischer Teil)

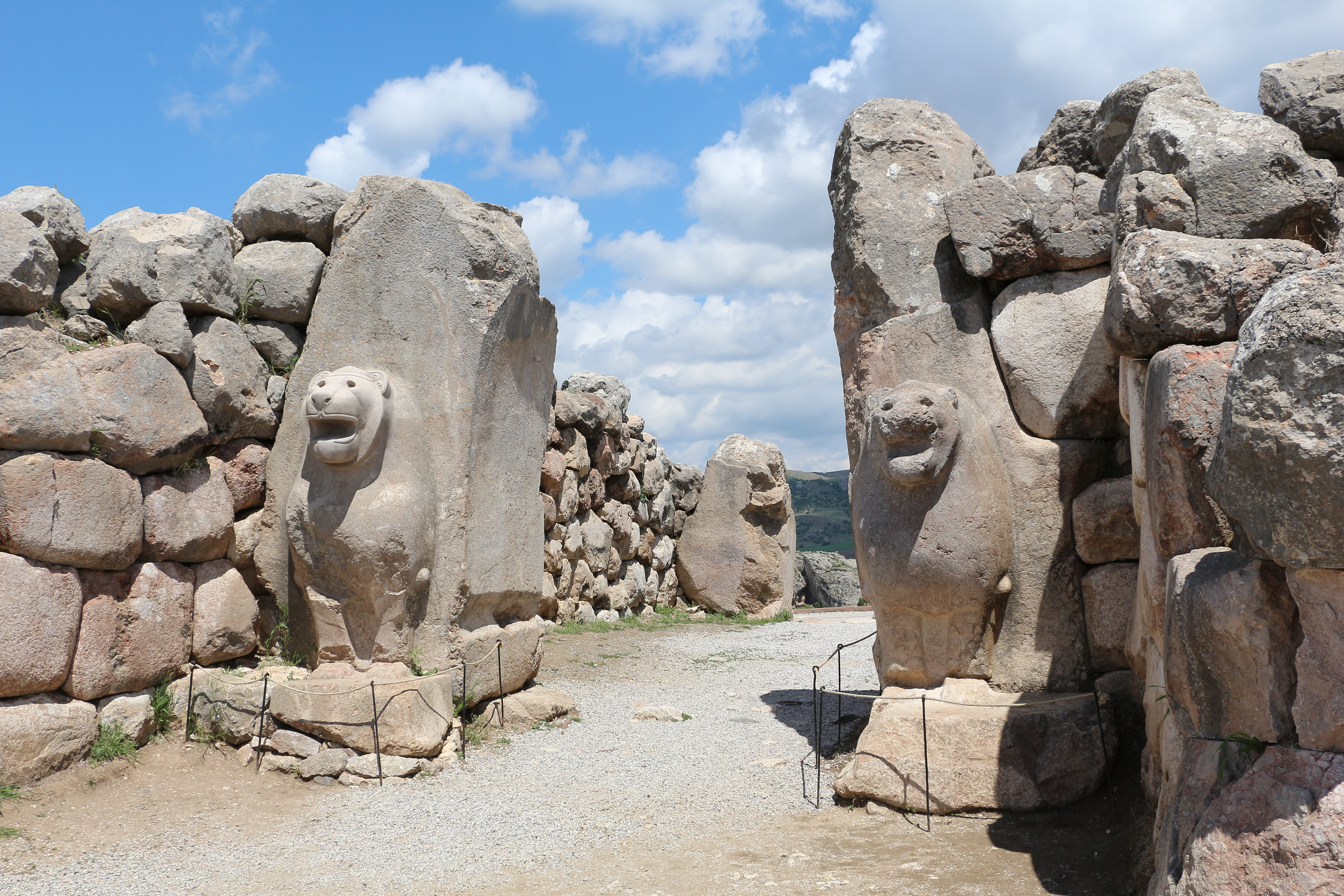
Löwentor in Ḫattuša

- 1985 – Nationalpark Göreme und Felsendenkmäler von Kappadokien (K/N)
- 1985 – Große Moschee und Krankenhaus von Divriği (K)
- 1986 – Ruinen von Ḫattuša (K)
- 1987 – Monumentalgrabstätte auf dem Berg Nemrut (K)
- 1988 – Ruinen von Xanthos mit dem Heiligtum der Letoon (K)
- 1988 – Antike Stadt Hierapolis, Pamukkale (K/N)
- 1994 – Altstadt von Safranbolu (K)
- 1998 – Archäologische Stätte von Troja (K)
- 2011 – Selimiye-Moschee in Edirne
- 2012 – Jungsteinzeitliche Fundstätte von Çatalhöyük (K)
- 2014 – Bursa und Cumalıkızık: Die Geburt des Osmanischen Reiches (K)
- 2014 – Pergamon und seine vielschichtige Kulturlandschaft (K)
- 2015 – Ephesos (K)
- 2015 – Befestigungsanlagen von Diyarbakır und Hevsel-Gärten (K)
- 2016 – Archäologische Stätte von Ani (K)
- 2017 – Aphrodisias (K)
- 2018 – Göbekli Tepe (K)
- 2021 – Arslantepe (K)

Weitere Welterbestätten der Türkei liegen in Europa.

## Turkmenistan
- 1999 – Ruinen von Merw (K)
- 2005 – Köneürgenç (K)

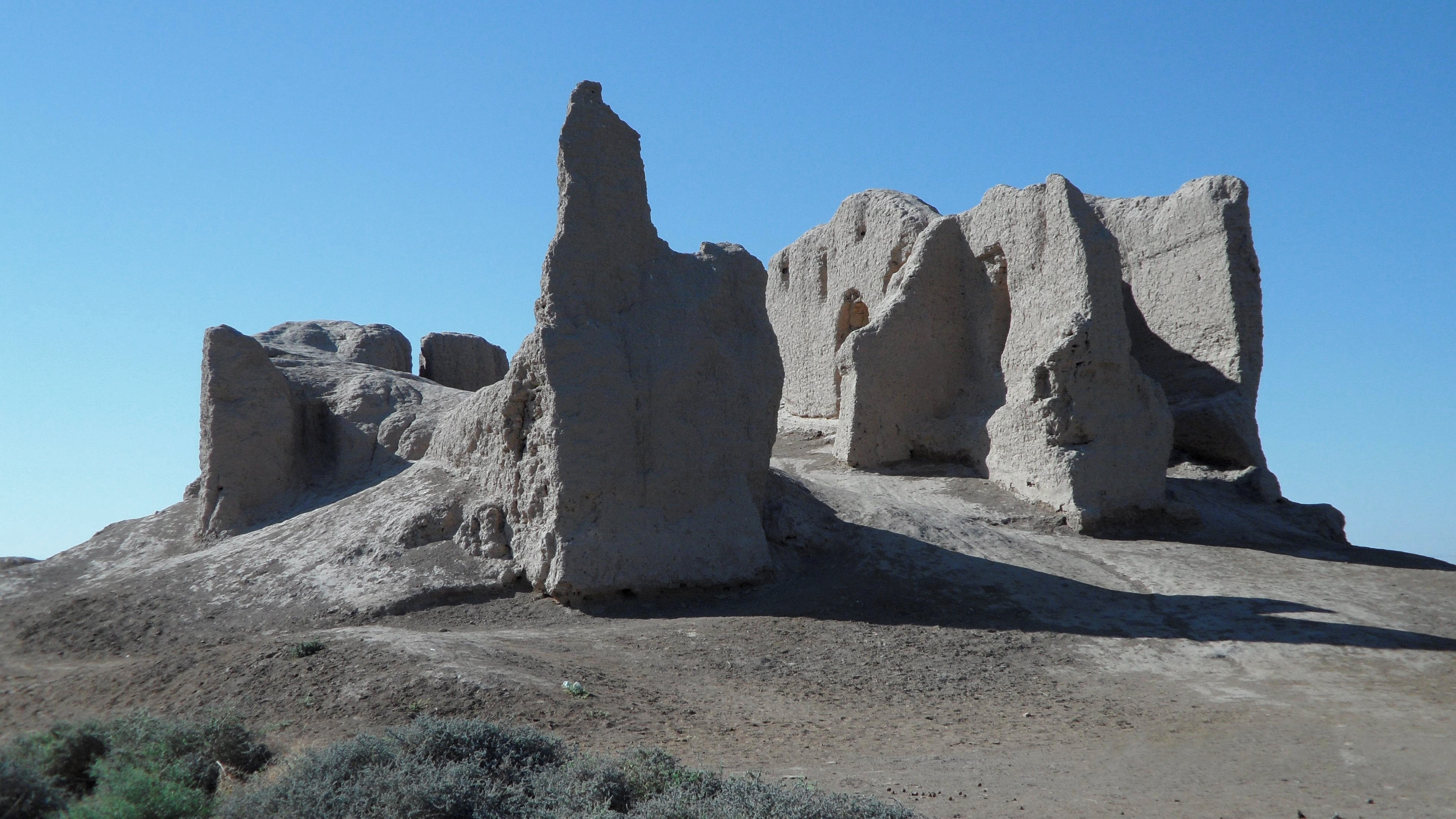
Ruinen von Merw

- 2007 – Parther-Festungen von Nisa (K)

## Usbekistan
- 1990 – Ichan Qalʼа (K)

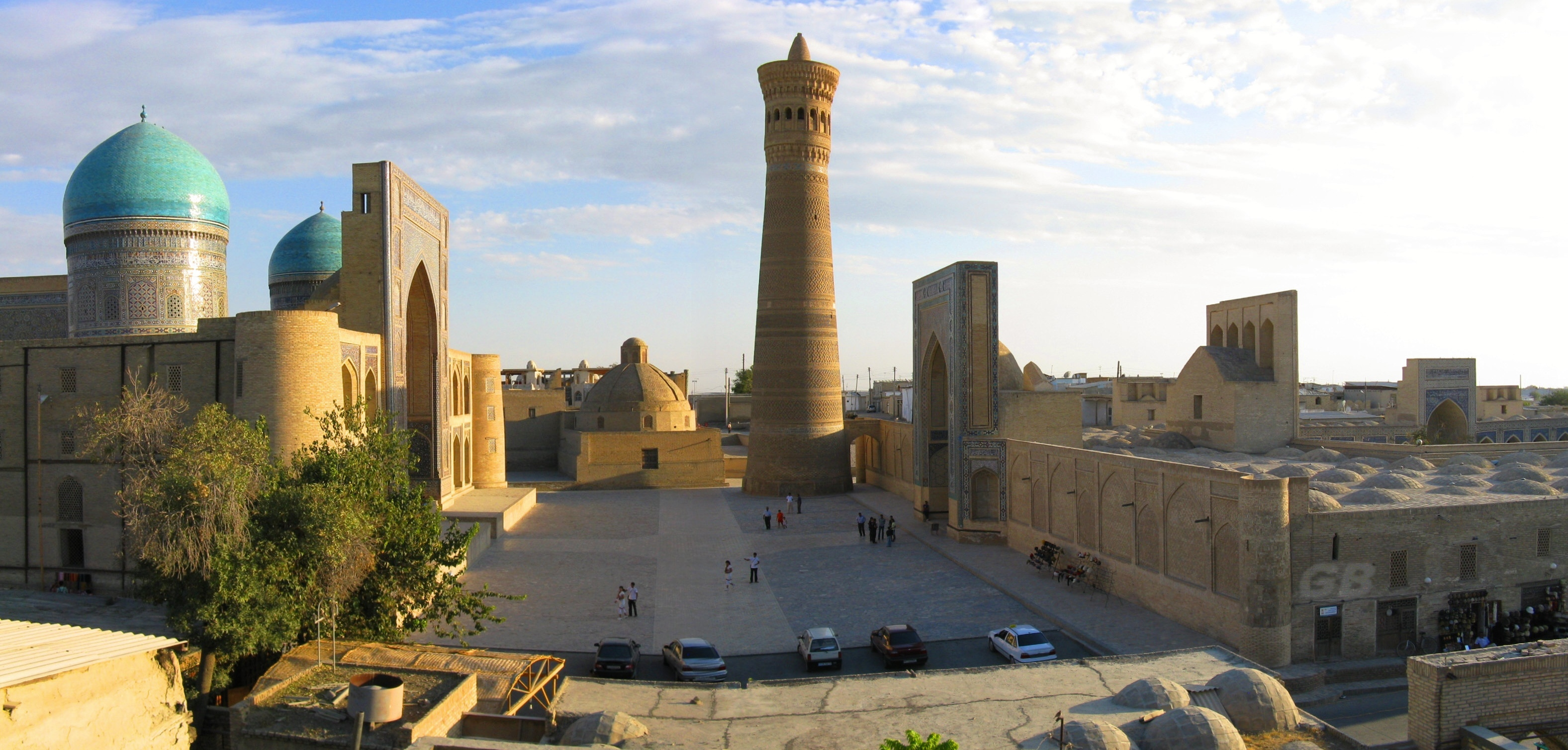
Kalon-Ensemble im Historischen Zentrum von Buxoro

- 1993 – Historisches Zentrum von Buxoro (K)
- 2000 – G Historisches Zentrum von Shahrisabz (K)
- 2001 – Samarkand – Schnittpunkt der Kulturen (K)
- 2016 – Westliches Tian-Shan-Gebirge (K, transnational mit Kasachstan und Kirgisistan)

## Vereinigte Arabische Emirate
- 2011 – Kulturstätten von al-Ain (K)

## Vietnam
- 1993 – Kaiserstadt Huế (K)
- 1994 – Bucht von Ha-Long (K)
- 1999 – Altstadt von Hội An (K)
- 1999 – Tempelstadt My Son (K)

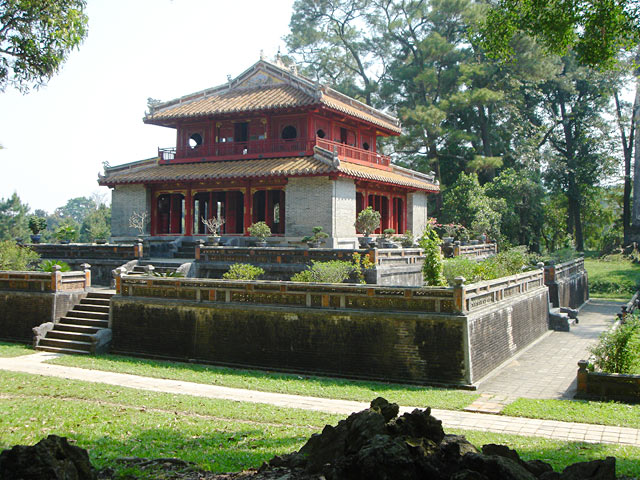
Mausoleum des Kaisers Minh Mạng in Huế

- 2003 – Phong Nha-Ke Bang-Nationalpark (N, 2015 erweitert)
- 2010 – Zitadelle Thăng Long in Hanoi (K)
- 2011 – Zitadelle der Hồ-Dynastie (K)
- 2014 – Landschaftskomplex Tràng An (K/N)

## Zypern
- 1980 – Paphos (K)

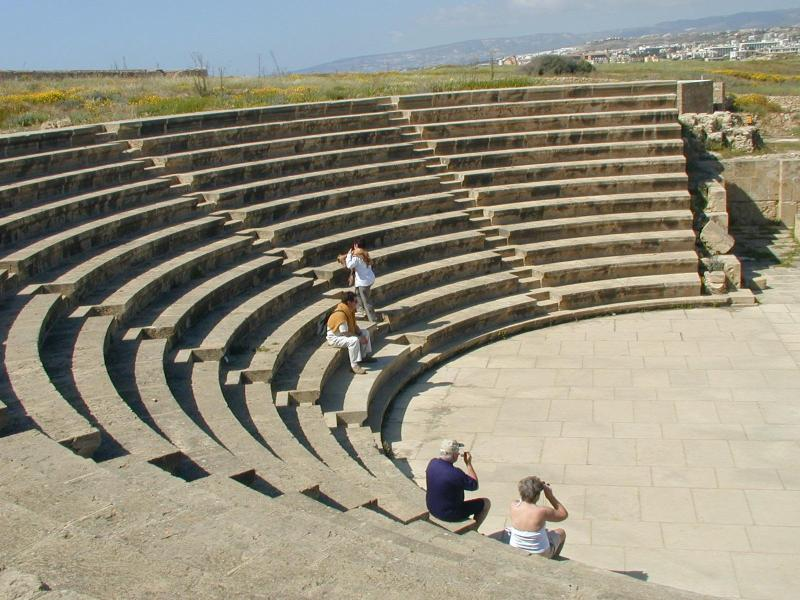
Odeon in Paphos

- 1985 – Bemalte Kirchen im Gebiet von Troodos (K)
- 1998 – Ausgrabungen von Choirokoitia (Chirokitia) (K)